# Ataques a civiles en la invasión rusa de Ucrania

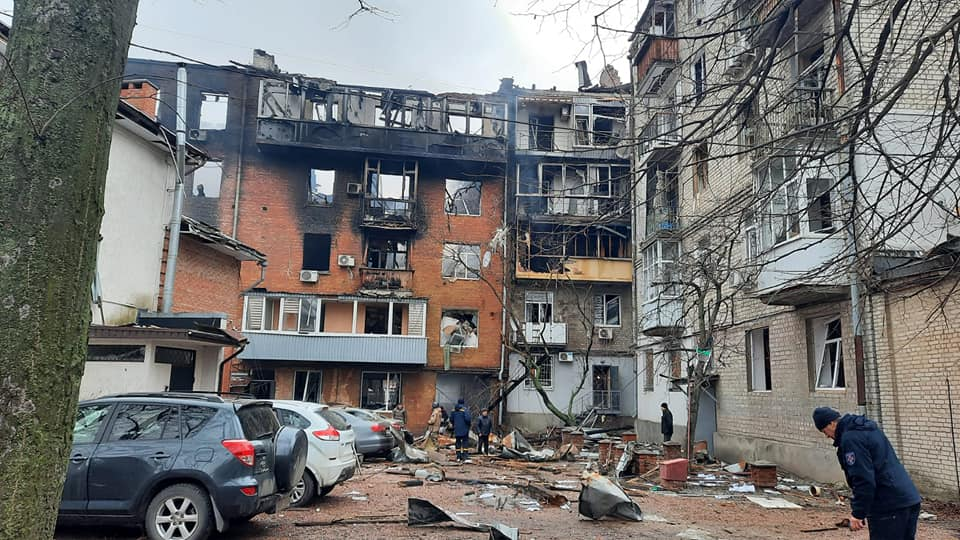
Edificios residenciales en Óblast de Járkov bombardeados por fuerzas rusas

Durante la invasión rusa de Ucrania, las autoridades y fuerzas armadas rusas han cometido crímenes de guerra al llevar a cabo ataques deliberados contra objetivos civiles y ataques indiscriminados en áreas densamente pobladas.  El ejército ruso expuso a la población civil a daños innecesarios y desproporcionados mediante el uso de bombas de racimo y disparando otras armas explosivas con efectos de área amplia como bombas, misiles, proyectiles de artillería pesada y cohetes de lanzamiento múltiple.  A principios de julio de 2023, los ataques habían provocado la muerte documentada de entre 9200 y 16 500 civiles.
El 5 de julio de 2022, la Oficina del Alto Comisionado de las Naciones Unidas para los Derechos Humanos (ACNUDH), Michelle Bachelet, informó que la mayoría de las bajas civiles documentadas por su oficina habían sido causadas por el uso repetido de armas explosivas por parte del ejército ruso en áreas pobladas. Bachelet dijo que el alto número de víctimas civiles por el uso de armas y tácticas tan indiscriminadas se había vuelto "indiscutible".  Desde el 24 de febrero de 2022 hasta el 30 de junio de 2023, la ACNUDH evaluó que el 90,5 % de todas las muertes de civiles fueron causadas por armas explosivas con efectos de área amplia, y que el 84,2 % de ellas se registraron en el territorio controlado por Ucrania. El País estimó que en marzo de 2023 las fuerzas rusas disparaban a un ritmo de entre 600.000 y 1,8 millones de proyectiles al mes.
Los informes sobre el uso de bombas de racimo suscitaron preocupación por el elevado número de víctimas civiles y el peligro duradero de las municiones sin estallar. Según la Oficina del Alto Comisionado de las Naciones Unidas para los Derechos Humanos, las fuerzas armadas rusas y los separatistas prorrusos han utilizado armas equipadas con bombas de racimo, así como, en menor medida, las fuerzas armadas ucranianas.

## Bombardeo de Chernígov

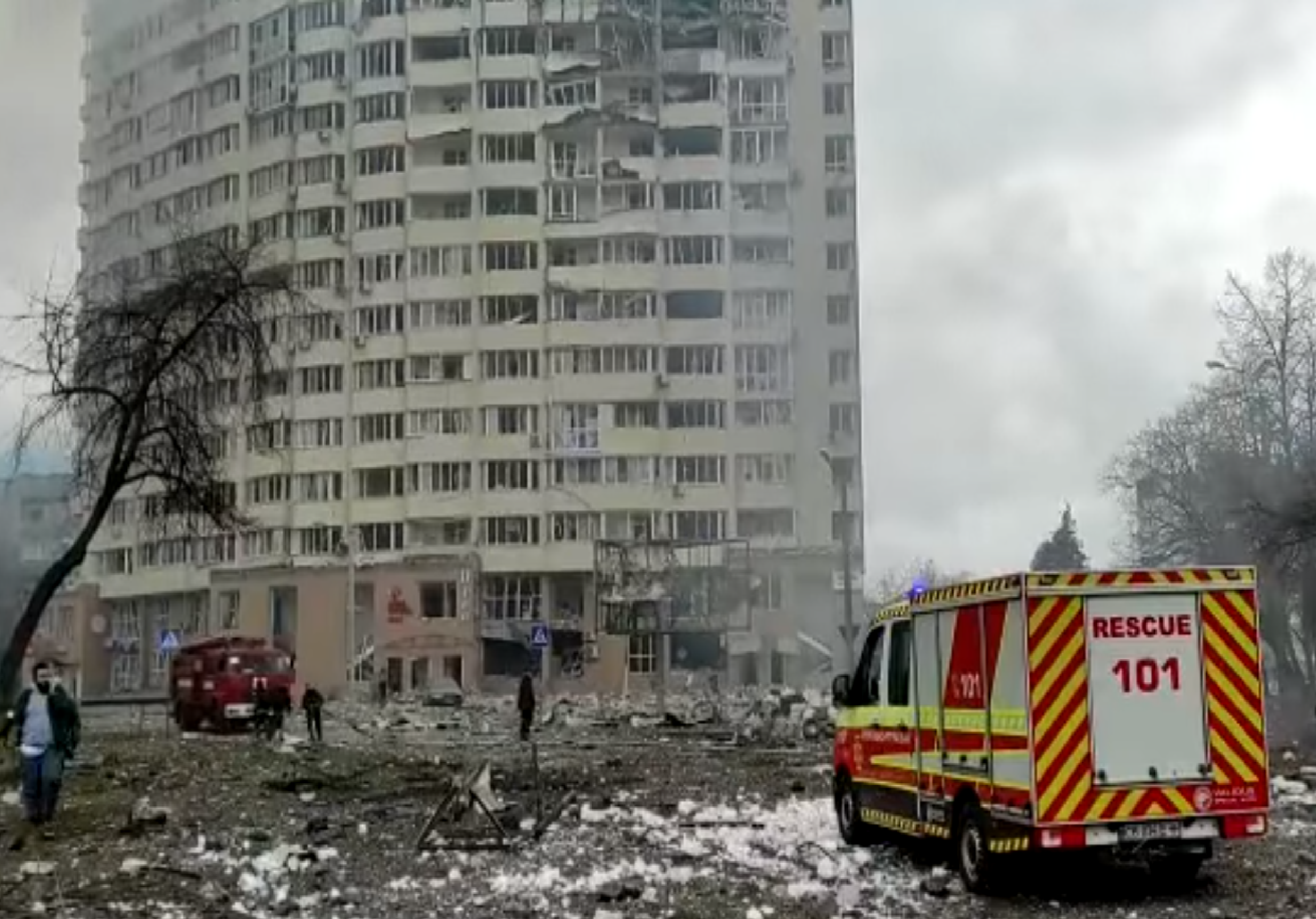
Consecuencias del atentado del 3 de marzo en Chernígov

El 3 de marzo de 2022, poco después de las 12:00 (UTC+2), se filmaron seis bombas aéreas no guiadas cayendo en una zona residencial de Chernígov. El análisis de Amnistía Internacional encontró que cayron -al menos- ocho bombas. Dos escuelas (No.18 y No.21) y 8 casas particulares en la intersección entre las calles Viacheslava Chornovila y Kruhova (51.5001°N 31.2791°E) fueron destruidas, 7 casas más también sufrieron graves daños en las cercanías de la calle Biloruskyi. Los servicios de emergencia locales registraron 38 hombres y 9 mujeres muertos (47 en total) por el bombardeo y 18 personas heridas. Como Amnistía Internacional no pudo identificar un objetivo militar legítimo cercano, dijo que el ataque podría ser un crimen de guerra. Human Rights Watch (HRW) no encontró evidencia de un "objetivo [militar] significativo en o cerca de la intersección cuando fue alcanzada... que apunta a un ataque indiscriminado potencialmente deliberado o imprudente". HRW pidió una investigación de la Corte Penal Internacional y una comisión de investigación de las Naciones Unidas para decidir si se ha producido un crimen de guerra y hacer rendir cuentas a los responsables. La investigación de HRW incluyó entrevistas telefónicas con tres testigos y otros dos residentes de Chernígov, y el análisis de 22 videos y 12 fotografías. Los testigos entrevistados por HRW afirmaron que desconocían objetivos u operaciones militares en el barrio. Matilda Bogner, Jefa de la Misión de Vigilancia de los Derechos Humanos de la ONU en Ucrania, afirmó que el atentado "violó los principios de distinción, de proporcionalidad, la regla de las precauciones factibles y la prohibición de ataques indiscriminados".  Se encontró un cráter de bomba correspondiente con una bomba de 500 kg. Se sabía que se utilizaron bombas FAB-500 durante la invasión.
El 16 de marzo de 2022, un ataque ruso mató a 14 civiles que esperaban en una fila por pan en la ciudad. El evento fue informado por el gobernador de Chernígov Oblast Vyacheslav Chaus y la Embajada de los Estados Unidos en Kiev. El incidente ocurrió alrededor de las 10:00 hora local. Las víctimas del incidente murieron tras un disparo de artillería pesada. Estos civiles estaban desarmados y algunos de ellos sobrevivieron al bombardeo; la policía de Chernígov los llevó a instalaciones médicas. Un ciudadano estadounidense estaba entre los muertos. Aproximadamente cuatro horas después del incidente, la Oficina del Fiscal Regional de Chernígov presentó un caso legal con respecto al ataque. La rama de Chernígov Oblast del Servicio de Seguridad de Ucrania también inició una investigación.

## Región de Dnipropetrovsk
El 7 de abril de 2022, hubo tres impactos en la región durante el día. Las fuerzas rusas atacaron los distritos de Sinelnykivsky y Kryvorizky. Unas cuatro personas murieron y siete resultaron heridas. También desaparecieron dos civiles.

### Ataques con misiles Dnipro
El 11 de marzo de 2022, tres misiles impactaron en la ciudad y mataron a una persona, callendo cerca de un edificio de apartamentos y un jardín de infancia. El 28 de junio, las fuerzas rusas dispararon seis misiles de crucero 3M-14E Kalibr desde el Mar Negro a Dnipró alrededor de las 5:30 hora local. Uno de ellos golpeó un taller de reparación de automóviles Avtodiesel, matando a un hombre y una mujer. Otras siete personas, incluido un niño de seis años, resultaron heridas. Posteriormente se encontraron fragmentos del misil Kalibr.
En la mañana del 29 de septiembre de 2022, los misiles alcanzaron áreas residenciales en Dnipró y tres personas murieron. La estación central de autobuses también fue atacada. Dnipró también fue alcanzado durante los ataques con misiles rusos del 10 de octubre de 2022. Fue alcanzado por al menos cinco misiles. Durante el ataque que tuvo lugar durante la hora pico de la mañana, tres civiles murieron.
El 18 de octubre de 2022, misiles rusos impactaron en la infraestructura energética de Dnipró. Un hombre resultó herido y se produjo un incendio a gran escala en una instalación de energía que sufrió graves daños, más de tres docenas de edificios residenciales resultaron dañados, incluidas escuelas y jardines de infancia. El 25 de octubre de 2022, dos personas murieron, incluida una mujer embarazada, y cuatro resultaron heridas debido a un incendio en una estación de servicio después de que los fragmentos de un misil ruso impactaran en ella.
El 26 de noviembre de 2022, alrededor del mediodía, un ataque con misiles rusos en Dnipró hirió a 13 personas y destruyó parcialmente siete casas privadas en el Raión de Amur-Nyzhnyodniprovsk de Dnipró. El alcalde de Dnipró, Borys Filatov, informó que las comunicaciones y la infraestructura de la ciudad no sufrieron daños. El gobernador Valentyn Reznichenko declaró que debido al ataque una mujer fue hospitalizada en estado crítico. Al día siguiente, Reznichenko informó que un hombre fue encontrado muerto bajo los escombros. Otro ataque con misiles rusos destruyó una empresa en la noche del 29 de noviembre de 2022, no se reportaron víctimas.

#### Impacto en el bloque de apartamentos de Dnipró

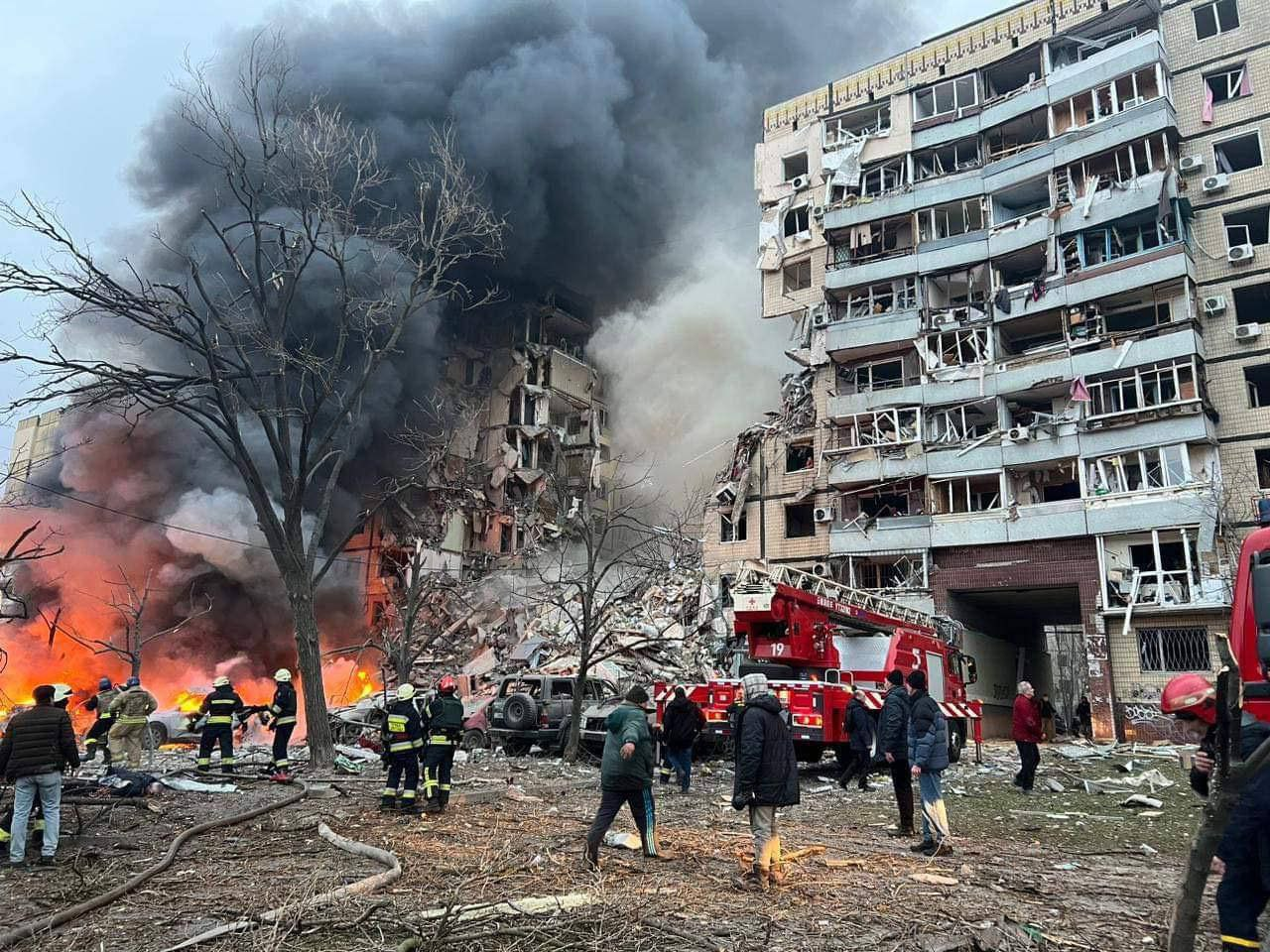
Consecuencias del impacto del bloque de apartamentos de Dnipro del 14 de enero de 2023

El 14 de enero de 2023 alrededor de las 3:30 p. m., un misil ruso tipo Kh-22 golpeó un edificio residencial de nueve pisos en la calle Naberezhna Peremohy en Dnipró, distrito de Sobornyi en la parte derecha de la ciudad, destruyendo una entrada y 236 apartamentos. El 19 de enero, la tasa oficial de víctimas se declaró en 46 personas muertas, 80 heridas (12 en estado crítico) y 11 personas desaparecidas. 14 niños fueron reportados entre los heridos y 39 habitantes fueron rescatados. La destrucción dejó a unas 400 personas sin hogar. Este ataque se convirtió en el ataque ruso más destructivo contra un edificio residencial en Ucrania en los últimos seis meses. Se declaró un período de luto de tres días en Dnipro.

### Ataques con misiles en Kryvyi Rih
Los misiles rusos alcanzaron varias veces edificios residenciales en la ciudad sureña central de Krivói Rog. El 13 de junio de 2023, misiles de crucero rusos alcanzaron un bloque de apartamentos y almacenes civiles en Krivói Rog, matando a trece personas.

### Impacto en la estación de tren de Chaplyne

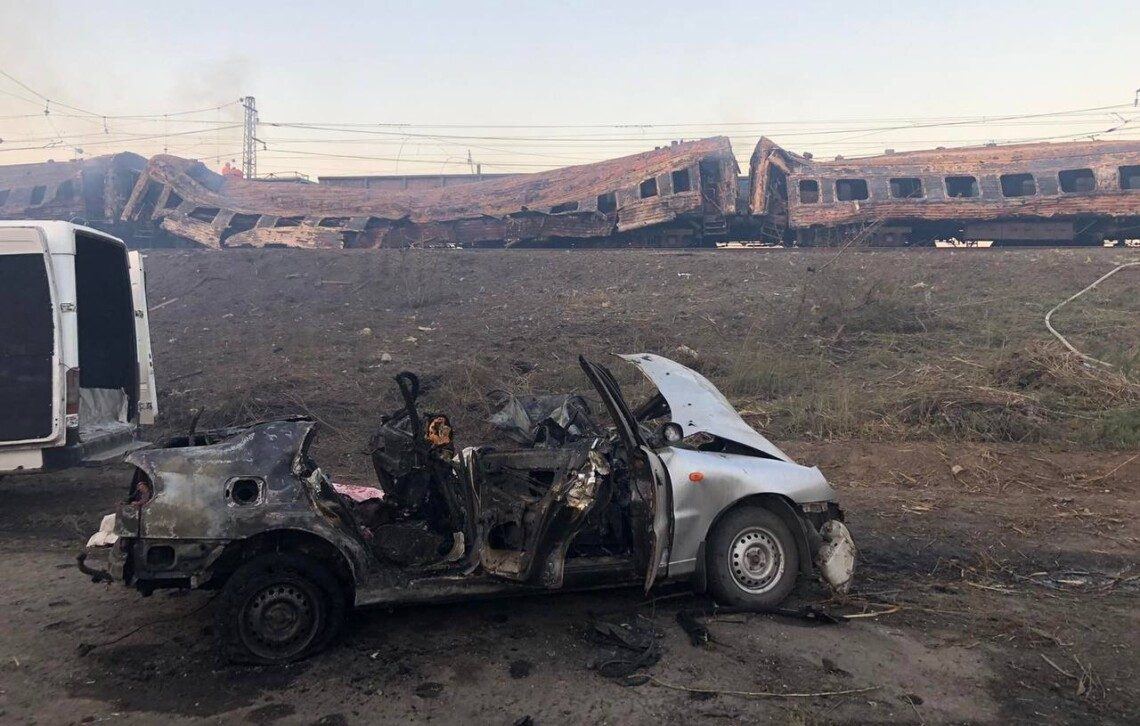
Consecuencias del impacto en la estación de tren de Chaplyne

El 24 de agosto de 2022, Día de la Independencia de Ucrania, las fuerzas rusas atacaron Chaplyne (Raión de Sinélnikove) y dañaron una estación de tren, un edificio de servicios públicos y un vecindario residencial. Varios vagones de pasajeros fueron incendiados y destruidos. Fuentes ucranianas describieron el uso de múltiples cohetes o misiles en varios ataques. Al menos 25 personas (incluidos 2 niños) murieron y unas 31 resultaron heridas. El Ministerio de Defensa ruso afirmó que había atacado un tren militar con un misil Iskander y que el ataque había matado a 200 soldados ucranianos. Según un reportero de Associated Press en el lugar, no había indicios visibles de que soldados ucranianos estuvieran entre las víctimas. Expertos legales internacionales dijeron que si los civiles fueran el objetivo, el ataque podría calificarse como un crimen de guerra.

## Región de Donetsk
Hubo al menos 7395 bajas civiles (de las cuales 3511 muertos) en el territorio controlado por el gobierno de las regiones de Donetsk y Lugansk y 2035 bajas civiles (de las cuales 467 muertos) en el territorio controlado por las fuerzas rusas y grupos afiliados entre febrero y noviembre de 2022. El asedio a Mariúpol, que duró meses, provocó un gran número de víctimas civiles y en la región se produjeron algunos otros ataques con muchas víctimas civiles. El propio Donetsk experimentó varios ataques con víctimas civiles, incluido el bombardeo de un mercado y la oficina del alcalde. Los funcionarios prorrusos culparon a Ucrania por los ataques, mientras que Ucrania culpó a Rusia o no hizo comentarios sobre los ataques.

### Ataque con bomba de racimo Vugledar
El 24 de febrero de 2022, a las 10:30 (UTC), Vugledar fue atacado con un misil Tochka 9M79, que cayó junto a un hospital y mató a cuatro civiles e hirió a diez. Amnistía Internacional lo describió como "prueba irrefutable de violaciones del derecho internacional humanitario y del derecho internacional de los derechos humanos" por parte de las fuerzas rusas. Human Rights Watch (HRW) descubrió que el ataque al hospital de Vugledar utilizó una munición de racimo 9N123. El 9N123 contiene cincuenta submuniciones individuales 9N24, cada una de las cuales se divide en 316 bombetas. HRW basó su análisis en contactos con el hospital y las administraciones municipales y múltiples pruebas fotográficas. HRW pidió a las fuerzas rusas que dejen de realizar "ataques ilegales con armas que matan y mutilan indiscriminadamente". El secretario de prensa de la Federación Rusa, Dmitry Peskov, negó la participación rusa y dijo que este tipo de munición es utilizada por las Fuerzas Armadas de Ucrania.

### Asedio de Mariúpol

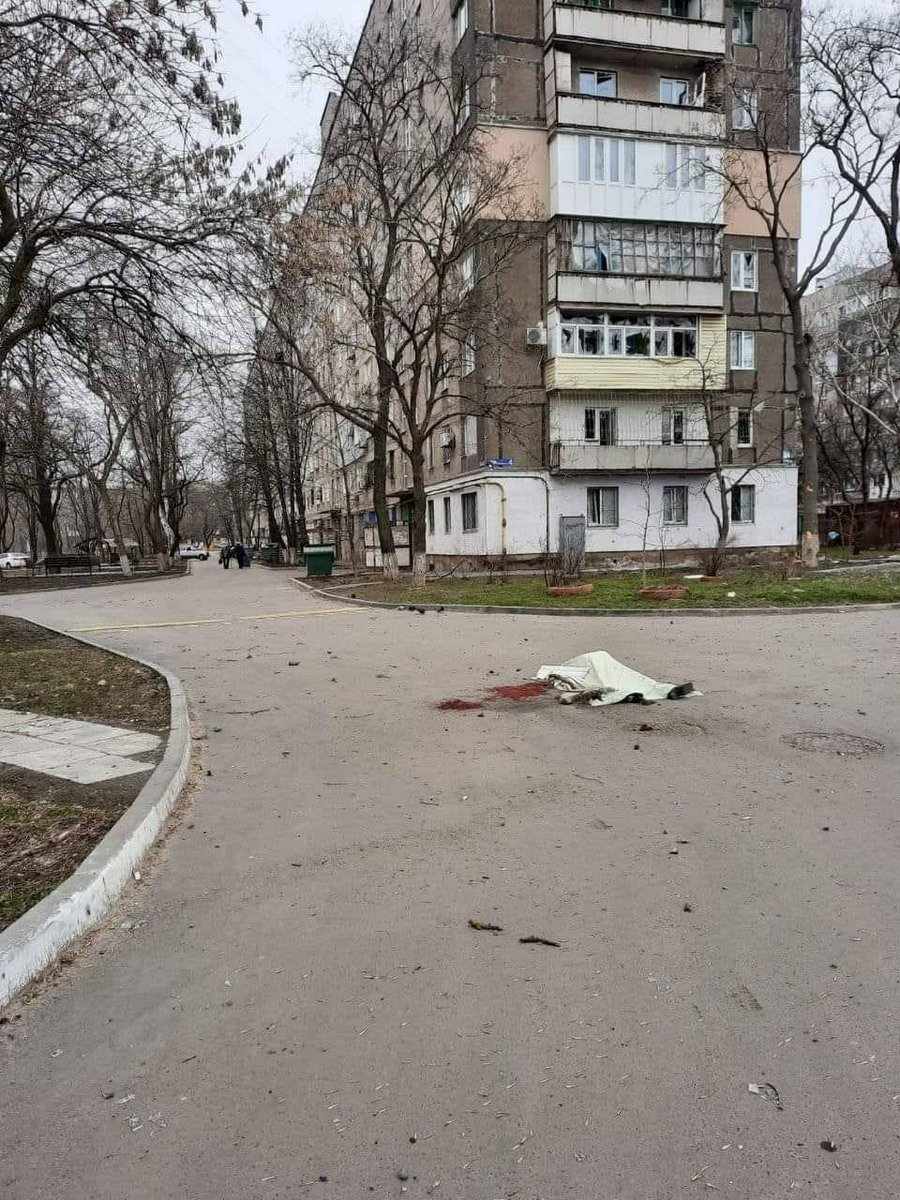
Civiles ucranianos asesinados por bombardeos rusos en Mariúpol

Según los informes, entre el 1 y el 2 de marzo de 2022, la artillería rusa bombardeó un barrio densamente poblado de la ciudad durante casi 15 horas, causando una destrucción significativa. El vicealcalde Sergei Orlov informó que "al menos cientos de personas [estaban] muertas". El 16 de marzo, el Instituto para el Estudio de la Guerra (ISW) informó que las fuerzas rusas continuaron cometiendo crímenes de guerra en Mariúpol, incluido "atacar contra la infraestructura civil". El 18 de marzo, el teniente general James Hockenhull, jefe de inteligencia de defensa del Reino Unido (RU), describió "los continuos ataques contra civiles en Mariúpol". Al 20 de marzo, las autoridades locales han estimado que al menos 2.300 personas murieron durante el asedio.
El 20 de marzo de 2022, las autoridades ucranianas anunciaron que las tropas rusas habían bombardeado una escuela de arte en la ciudad donde se refugiaban cientos de personas (unos 400). El Ayuntamiento de Mariúpol hizo el anuncio a través del servicio de mensajería instantánea Telegram, destacando que muchos de los refugiados en la escuela eran mujeres, niños y ancianos. Sin embargo, Petro Andryushchenko, asesor del alcalde de Mariúpol, planteó la preocupación de que no había un número exacto de cuántas personas estaban usando la escuela como refugio.
El 18 de abril, los funcionarios ucranianos estimaron que al menos el 95% de Mariúpol había sido destruido en los combates, en gran parte como resultado de las campañas de bombardeo rusas. Los funcionarios de la ciudad informaron que habían muerto hasta 21.000 civiles. El 16 de junio, el Alto Comisionado de las Naciones Unidas para los Derechos Humanos dijo que las pruebas sugieren claramente que las fuerzas armadas rusas cometieron graves violaciones del derecho internacional humanitario y de los derechos humanos en Mariúpol, incluidos los bombardeos y los ataques con cohetes que destruyeron gran parte de la ciudad. En una declaración separada, Human Rights Watch dijo que las tácticas militares de Rusia fueron indiscriminadas y causaron un efecto desproporcionado en los civiles de la ciudad. También advirtió que en el futuro, el acceso a la ciudad y la preservación de la evidencia probablemente serán problemáticas, dada la ocupación de la ciudad por parte de Rusia, y pidió responsabilidad internacional.
Los medios independientes y la parte ucraniana acusaron al ejército ruso de bombardear refugios civiles con bombas de racimo durante el bombardeo de la ciudad y los ataques a Azovstal. Según el alcalde de Mariúpol, a fines de abril, durante el sitio de dos meses de la ciudad por parte de las tropas rusas, murieron más de 20 mil personas, el doble que los 2 años de ocupación de la ciudad durante la Segunda Guerra Mundial. Oksana Pokalchuk, directora de Amnistía Internacional Ucrania, dijo que pudieron probar el uso de bombas de racimo por parte de Rusia después de entrevistar a una víctima que les proporcionó un fragmento de munición que le quitaron del muslo.

#### Corredores humanitarios como objetivo
Durante el bombardeo de Mariúpol por parte de las fuerzas rusas, se realizaron varios intentos de establecer un corredor humanitario para evacuar a los civiles de la ciudad, pero fracasaron cuando las fuerzas rusas atacaron lo atacaron. El 5 de marzo se declaró un alto el fuego de cinco horas, pero las evacuaciones se detuvieron rápidamente después de que continuaran los bombardeos durante el tiempo declarado. Al día siguiente, el Comité Internacional de la Cruz Roja (CICR) anunció que había fracasado un segundo intento de establecer un corredor de evacuación.

#### Ataque aéreo al hospital de Mariúpol

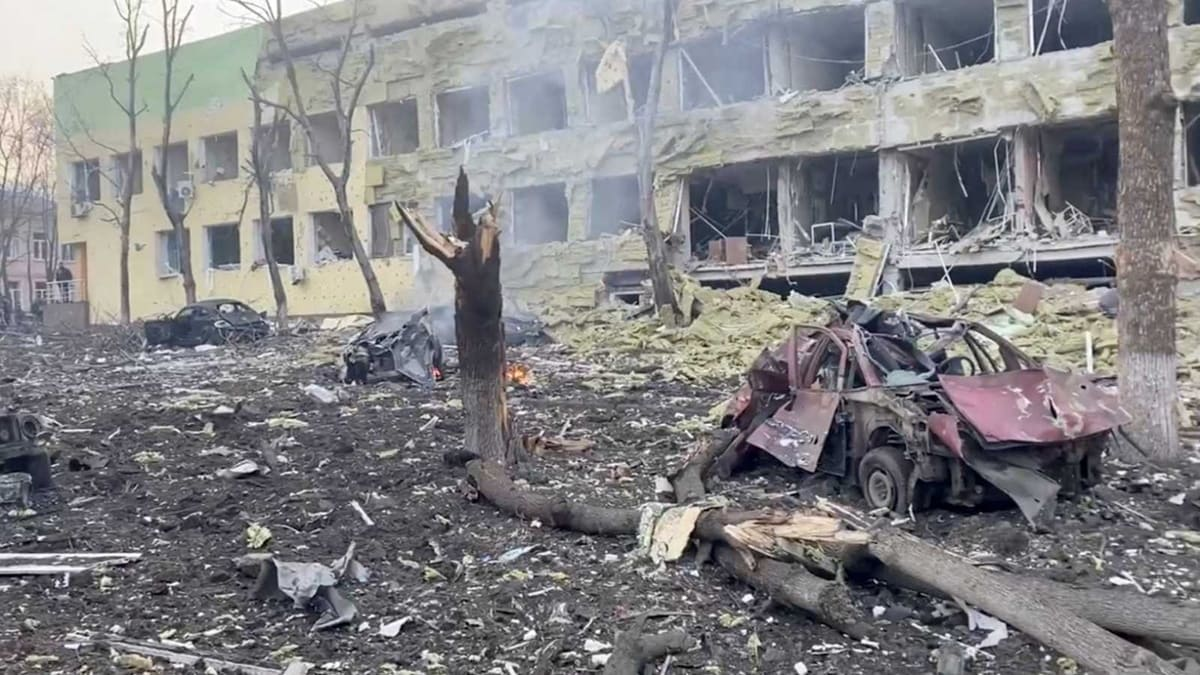
Consecuencias del ataque aéreo al hospital de Mariúpol

El 9 de marzo de 2022, el Hospital Infantil y de Maternidad N.° 3, un complejo hospitalario que funcionaba tanto como hospital infantil como sala de maternidad,  fue bombardeado varias veces por las fuerzas rusas durante un alto el fuego, matando al menos a cuatro personas e hiriendo al menos diecisiete, lo que también provocó al menos un mortinato Las autoridades ucranianas describieron los daños en el hospital como "colosales". Las imágenes de video posteriores a los ataques mostraron "gran parte del frente del edificio... arrancado" y "automóviles destrozados quemándose afuera". Las salas de hospital quedaron "reducidas a escombros, las paredes se derrumbaron, los escombros cubrieron el equipo médico, las ventanas volaron y los vidrios rotos estaban en todas partes". El 10 de marzo, las autoridades locales afirmaron que una niña y otras dos personas habían muerto en el bombardeo, una de las cuales era una mujer en la última etapa del embarazo; ni ella ni su hijo por nacer sobrevivieron.  El presidente ucraniano, Volodímir Zelenski, declaró que la gente se había "escondido" del ataque a tiempo, minimizando el número de víctimas.
El teniente de alcalde de Mariúpol, Sergei Orlov, declaró: "No entendemos cómo es posible en la vida moderna bombardear [un] hospital infantil". El Ayuntamiento de Mariúpol describió el bombardeo de aviones rusos como deliberado. Zelenski afirmó que el ataque constituía "una prueba de que [estaba] ocurriendo el genocidio de los ucranianos".  Sergei Orlov, teniente de alcalde de Mariúpol, describió el ataque como un crimen de guerra y un genocidio. El primer ministro británico, Boris Johnson, describió el ataque como "depravado". Jen Psaki, secretaria de prensa del presidente de Estados Unidos, Joe Biden, afirmó que "es horrible ver el... uso bárbaro de la fuerza militar para perseguir a civiles inocentes en un país soberano". Josep Borrell, alto representante de la Unión Europea para Asuntos Exteriores y Política de Seguridad, calificó el atentado como un "crimen de guerra atroz".  El cardenal secretario de Estado de la Ciudad del Vaticano, Pietro Parolin, expresó su consternación por el atentado, calificándolo de "ataque inaceptable contra civiles". António Guterres, secretario general de las Naciones Unidas, escribió que el ataque fue "horrible" y que "esta violencia sin sentido debe cesar".
El 10 de marzo, el ministro de Relaciones Exteriores y el Ministerio de Defensa de Rusia afirmaron públicamente que el bombardeo estaba justificado. Según Ukrayinska Pravda, el canciller Sergey Lavrov confirmó que el bombardeo del hospital fue una acción deliberada. Afirmó: "Hace unos días, en una reunión del Consejo de Seguridad de la ONU, la delegación rusa presentó información fáctica de que este hospital de maternidad había sido tomado durante mucho tiempo por el Batallón Azov y otros radicales y que todas las mujeres en trabajo de parto, todas las enfermeras y en general, a todo el personal se le había dicho que lo dejara. Era una base del Batallón Azov ultrarradical".  El 10 de marzo de 2022, Twitter eliminó un tuit de la embajada rusa en el Reino Unido que afirmaba que el ataque al hospital de Mariúpol era "falso" y que Marianna Vyshegirskaya, una de las víctimas, era una "actriz" al citar su carrera como bloguera como una violación. de las reglas de Twitter. Los políticos británicos dieron la bienvenida a la medida y acusaron a la embajada rusa de desinformación. Meduza afirmó que el representante de Rusia ante las Naciones Unidas, Vasili Nebenzia, se había referido el 7 de marzo al Hospital de Maternidad N.° 1 como un hospital que, según él, fue utilizado por las fuerzas armadas ucranianas como punto de tiro, no el Hospital de Maternidad N.°  3. Meduza describió que Lavrov confundió el Hospital No. 1, mencionado por Nebenzya, con el hospital que fue bombardeado, el Hospital No. 3. El 22 de marzo de 2022, el periodista ruso Alexander Nevzorov fue acusado en virtud de la ley de "noticias falsas" de Rusia después de publicar información sobre el bombardeo ruso de un hospital de maternidad en Mariúpol. Según una nueva ley aprobada el 4 de marzo, podría ser condenado a hasta 15 años de prisión.

#### Ataque aéreo del teatro Mariúpol

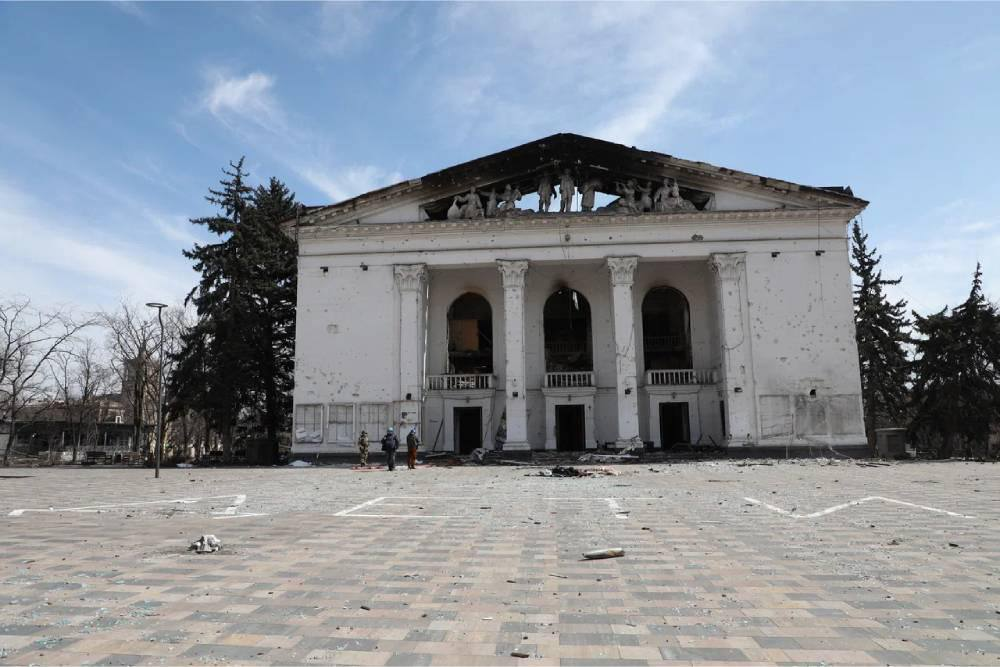
Ataque aéreo del teatro Mariúpol realizado por las Fuerzas Armadas de Rusia el 16 de marzo de 2022

El 16 de marzo, Ucrania acusó a las fuerzas rusas de bombardear zonas civiles en Mariúpol. La artillería alcanzó numerosos lugares, incluido un edificio de piscinas y un convoy de vehículos; luego, los bombardeos golpearon el Teatro Dramático Regional Académico de Donetsk que se estaba utilizando como refugio antiaéreo con una gran cantidad de civiles adentro, el edificio quedó reducido a escombros. El refugio antibombas en el sótano del teatro sobrevivió al bombardeo, pero muchas personas quedaron atrapadas debajo de los escombros en llamas. Un miembro del parlamento ucraniano de Mariúpol, Dmytro Gurin, dijo que los esfuerzos de rescate se vieron obstaculizados debido a los continuos ataques en el área por parte de las fuerzas rusas.
El 17 de marzo, el número de víctimas no estaba claro; algunos emergieron vivos. Para el 18 de marzo, se había rescatado a unos 130 supervivientes. El Ayuntamiento de Mariúpol declaró que, según la información inicial, nadie había resultado muerto, aunque una persona resultó gravemente herida. El 25 de marzo, el Ayuntamiento de Mariúpol estimó que unas 300 personas habían muerto como resultado del ataque aéreo. El 4 de mayo, Associated Press publicó una investigación con pruebas que apuntan a 600 muertos en el ataque aéreo. Muchos sobrevivientes estimaron que alrededor de 200 personas, incluidos los rescatistas, escaparon por la salida principal o una entrada lateral; el otro lado y la parte trasera estaban aplastados. Las estimaciones de muertes de civiles varían, desde al menos una docena (Amnistía Internacional) hasta 600 (Associated Press). Al menos once están confirmados por una fuente rusa.
Ucrania acusó a las Fuerzas Armadas rusas de bombardear deliberadamente el teatro mientras albergaba a civiles. Rusia primero afirmó que la razón por la que el teatro fue bombardeado fue porque "el ejército ucraniano lo estaba utilizando como base", y luego negó las acusaciones y en su lugar acusó al Batallón Azov de volar el edificio. Ambas afirmaciones rusas han sido refutadas por investigación independiente. El teatro se encuentra entre los muchos sitios culturales y patrimoniales de Ucrania destruidos durante la invasión. El ataque fue clasificado como crimen de guerra por la Organización para la Seguridad y la Cooperación en Europa y Amnistía Internacional.

### Ataque a la estación de tren de Kramatorsk

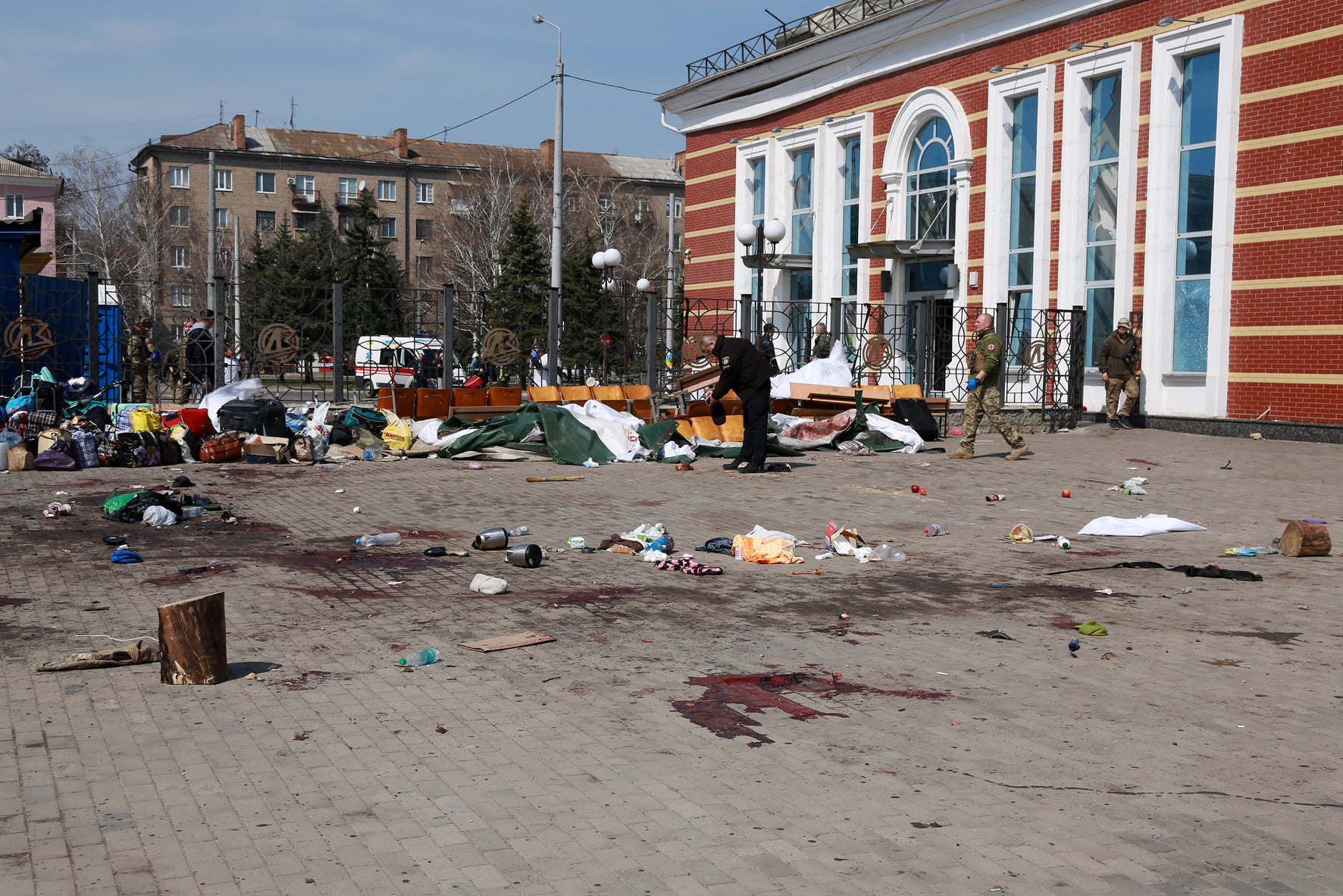
Consecuencias del ataque a la estación de tren de Kramatorsk, abril de 2022

El 8 de abril de 2022, a las horas 10:24 y 10:25, los medios afiliados a la República Popular de Donetsk publicaron videos que mostraban el lanzamiento de un par de misiles desde Shajtarsk, una ciudad bajo control separatista. Aproximadamente a las 10:30, dos misiles impactaron cerca del edificio de la estación de tren en Kramatorsk, y los primeros informes se publicaron en los medios ucranianos alrededor de las 10:45. Según el gobierno ucraniano, entre 1000 y 4000 civiles, principalmente mujeres y niños, estaban presentes en la estación esperando la evacuación de la región, que estaba siendo objeto de un fuerte bombardeo ruso. el ataque dejó al menos 60 muertos y más de 110 heridos.  Inicialmente, los misiles se identificaron erróneamente como misiles balísticos Iskander. Pavlo Kyrylenko, gobernador del oblast de Donetsk, precisó más tarde que más bien habían sido misiles Tochka-U armados con bombas de racimo. Los restos de uno de los misiles tenían las palabras rusas ЗА ДЕТЕЙ (za detey), que significa "[en venganza] por los niños", pintadas de blanco en su exterior.  También tenía el número de serie Ш91579, que según los investigadores podría ayudar a rastrearlo hasta su arsenal original.
Inicialmente, los medios estatales rusos y los canales de Telegram prorrusos afirmaron que los ataques aéreos rusos habían tenido éxito contra un objetivo de transporte militar en Kramatorsk. Sin embargo, después de que quedó claro que los misiles habían matado a civiles, se redactaron informes anteriores, el gobierno ruso también negó la responsabilidad del ataque y el Ministerio de Defensa ruso lo caracterizó como un "engaño ucraniano". El Ministerio de Defensa ruso afirmó más tarde que los misiles fueron lanzados por fuerzas ucranianas desde la ciudad de Dobropillia, al suroeste de Kramatorsk. Los medios rusos también dijeron que el número de serie del misil estaba en el mismo rango que el utilizado por las fuerzas ucranianas, sin embargo, estas afirmaciones fueron rápidamente desacreditadas. Un videoclip falso con un logotipo falso de la BBC, que atribuye la culpa a las fuerzas ucranianas, circuló a través de los canales de Telegram prorrusos y la televisión estatal rusa desde el 10 de abril. Sin embargo, la BBC dijo que no ha producido ningún video de este tipo. El Ministerio de Defensa ruso afirmó que sus fuerzas ya no usan misiles Tochka-U. Sin embargo, Amnistía Internacional había publicado videos sobre el uso de misiles Tochka-U en otras ciudades antes de Kramatorsk. Los investigadores del Proyecto Hajun bielorruso de fuente abierta también publicaron videos de varios camiones rusos con misiles Tochka que se dirigían de Bielorrusia a Ucrania con marcas 'V' el 5 y el 30 de marzo. El Instituto para el Estudio de la Guerra evaluó que el 8º Ejército de Armas Combinadas de la Guardia de Rusia, que está activo en el área de Donbas, está equipado con misiles Tochka-U.
Michelle Bachelet, Alta Comisionada de las Naciones Unidas para los Derechos Humanos, Dunja Mijatović, Comisionada de Derechos Humanos del Consejo de Europa, el presidente de Ucrania, Volodímir Zelenski, la Presidenta de la Comisión Europea, Ursula von der Leyen, el ministro francés de Asuntos Exteriores Jean-Yves Le Drian, el Secretario de Defensa británico Ben Wallace, el Secretario General de las Naciones Unidas, António Guterres y Oleksandr Kamyshin, presidente de los Ferrocarriles de Ucrania describieron el evento como "crímenes de guerra" y "un crimen contra la humanidad" por parte de las fuerzas rusas. El Servicio de Seguridad de Ucrania abrió un proceso penal en virtud del artículo 438 del Código Penal. El analista del Royal United Services Institute, Justin Bronk, dijo que Rusia tenía como objetivo dañar la infraestructura de transporte de Ucrania para dificultar el movimiento de las fuerzas ucranianas alrededor de Donbass. También sugirió que Rusia optó por el tipo de misil Tochka-U debido a su uso por parte del ejército ucraniano, para "enturbiar las aguas". El Pentágono destacó la responsabilidad rusa en el ataque, así como la importancia estratégica del nudo ferroviario.

### Impacto en un restaurante en Kramatorsk

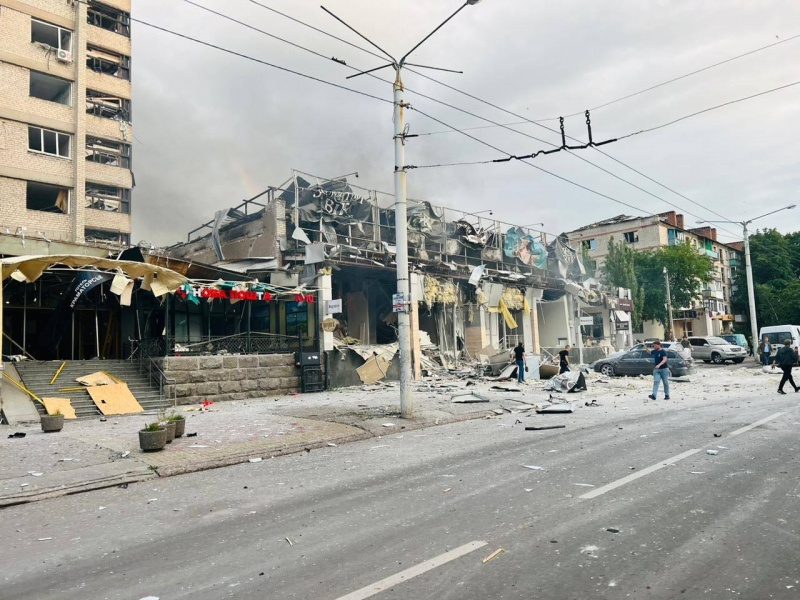
Consecuencias del impacto en un restaurante de Kramatorsk, junio de 2023

El 27 de junio de 2023, las fuerzas rusas atacaron una pizzería en Kramatorsk con un misil Iskander, matando a 13 personas, incluidos cuatro niños y la escritora ucraniana Victoria Amelina. Unas sesenta personas resultaron heridas.
Kramatorsk estaba a unas 18 millas (30 km) de la línea del frente oriental. El restaurante era popular entre los civiles locales, los corresponsales de guerra, los voluntarios humanitarios y los soldados ucranianos que estaban de permiso para "descansar y recuperarse" y encontrarse con sus seres queridos. Varios periodistas estaban comiendo cuando cayó el misil, incluidos tres colombianos. El Ministerio de Defensa de Rusia afirmó que el ataque tuvo como objetivo un "puesto de mando temporal" del ejército ucraniano. El fiscal general de Ucrania dijo que el misil tiene una alta precisión, "lo que significa que Rusia estaba apuntando deliberadamente a civiles". El Servicio de Seguridad de Ucrania arrestó más tarde a un lugareño que presuntamente ayudó a coordinar el ataque con el ejército ruso.

### Ataque con misiles en Chasiv Yar

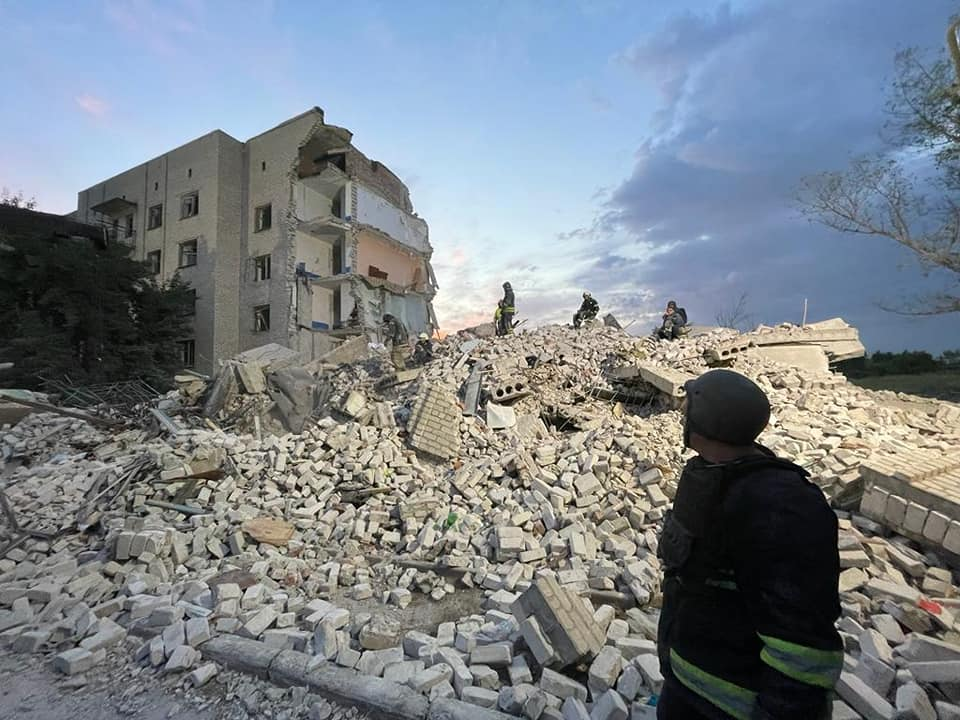
Consecuencias del ataque con cohetes en Chasiv Yar

El 9 de julio de 2022, las Fuerzas Armadas rusas llevaron a cabo un ataque con misiles contra dos edificios residenciales en Chasiv Yar a las 21:17 hora local. Al menos 48 personas murieron. Debido al impacto, un edificio residencial de cinco pisos se derrumbó parcialmente. Dos entradas fueron completamente destruidas. Se alegó que el ataque, incluso por parte del gobernador del óblast de Donetsk, Pavlo Kyrylenko, se realizó con un Uragan, un lanzacohetes múltiple autopropulsado de 220 milímetros diseñado en la Unión Soviética.  El Ministerio de Defensa ruso afirmó que destruyeron un "punto de despliegue temporal" de una unidad de defensa territorial ucraniana. El 10 de julio, 67 rescatistas del Servicio Estatal de Emergencias de Ucrania intentaban ayudar a las víctimas y se temía que más de 20 personas quedaran atrapadas bajo los escombros. Las operaciones de rescate y búsqueda continuaron hasta la mañana del 14 de julio de 2022. Los equipos de rescate desmantelaron alrededor de 525 toneladas de elementos destruidos del edificio. Participaron 323 empleados del Servicio de Emergencias del Estado y 9 equipos. Al 13 de julio, 48 muertos fueron encontrados bajo los escombros del edificio, y nueve heridos fueron rescatados al 12 de julio.  Un residente local le dijo a The New York Times que había 10 civiles ancianos en los edificios, pero que miembros del ejército habían venido a alojarse allí dos días antes. Entre los muertos se encontraban dos soldados que probablemente se turnaban para dormir en el edificio después de estar de servicio. Andriy Yermak, jefe de gabinete del presidente de Ucrania, dijo que el ataque fue "otro ataque terrorista" y que, como resultado, Rusia debería ser designada "patrocinador estatal del terrorismo". El portavoz militar ruso Igor Konashenkov declaró que Rusia había matado a "más de 300 nacionalistas" en un ataque contra Chasiv Yar, pero no especificó si se referían o no al ataque aéreo de julio o a un ataque anterior.

### Dispersión de minas sobre Donetsk
El 27 de julio de 2022, un lanzacohetes múltiple BM-27 Uragan dispersó miles de minas PFM-1 antipersonales de plástico en miniatura sobre áreas civiles de la ciudad rusa de Donetsk. Esto provocó que varias personas resultaran heridas, entre ellas Semen Pegov, un bloguero de guerra ruso que se hace llamar "War Gonzo". El Ministerio de Relaciones Exteriores de Rusia y fuentes locales acusaron al ejército ucraniano de ser responsable de su despliegue. Las llamadas "minas mariposa" están prohibidas por el Tratado de Ottawa de 1997 (firmado por Ucrania pero no por Rusia) debido al alto peligro que representan para los civiles. El 8 de agosto, el Ministerio de Defensa del Reino Unido emitió un comunicado acusando a Rusia de llevar a cabo el ataque.

### Ataque con misiles en Slóviansk

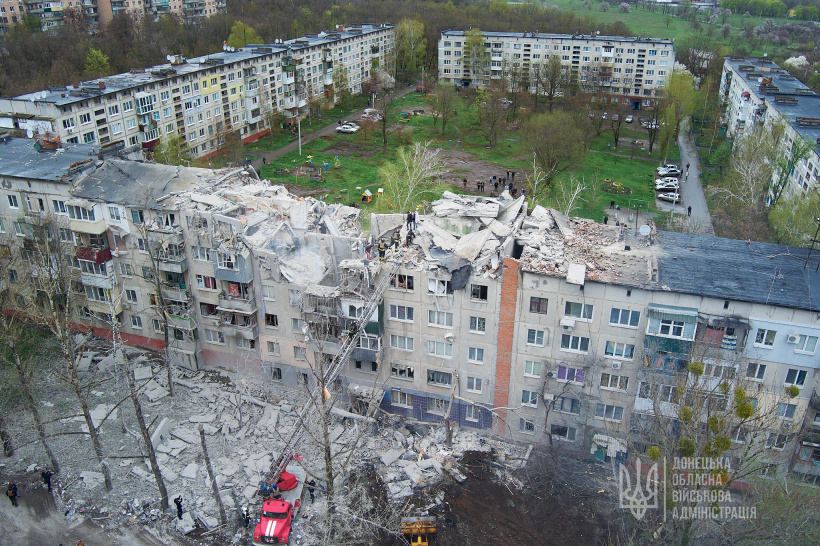
Daños del ataque con misiles Slóviansk de abril de 2023

El 14 de abril de 2023, el Viernes Santo cristiano ortodoxo, las fuerzas rusas lanzaron ocho misiles S-300 en Slóviansk. Uno golpeó un edificio residencial de cinco pisos, matando a 15 civiles, incluido un niño, e hiriendo a 24.

## Bombardeo de Izium

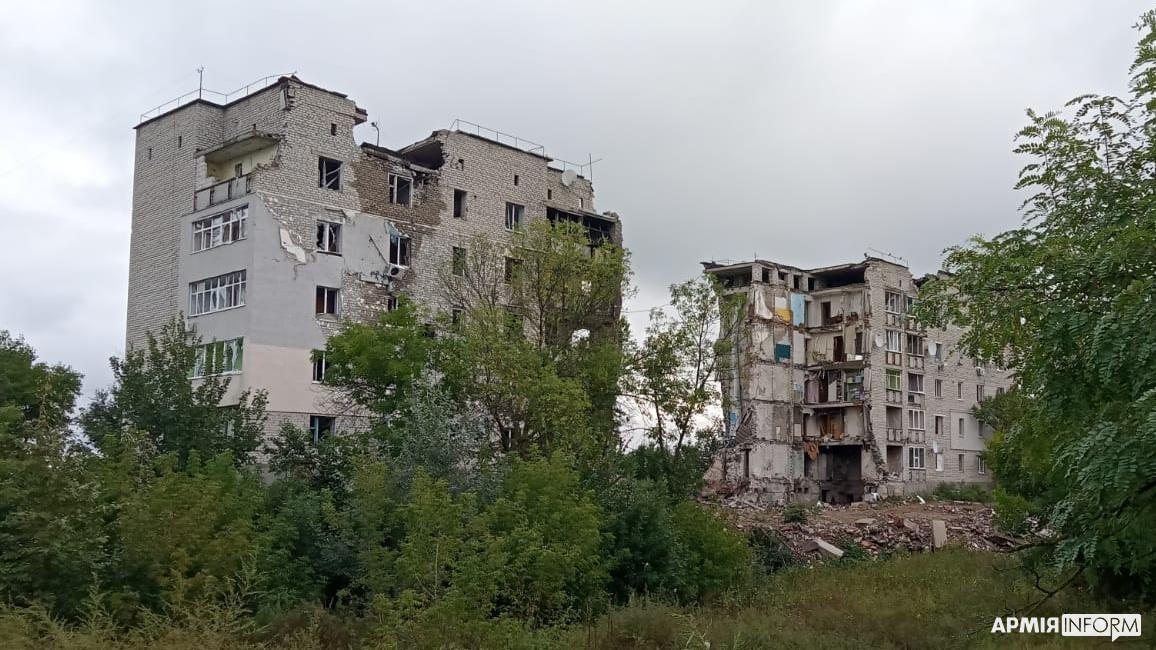
Bloques de apartamentos destruidos en Izium

El 3 de marzo de 2022, las fuerzas rusas bombardearon el hospital central de Izium, ocho personas murieron y el hospital sufrió "daños importantes". El 8 de marzo, el mismo hospital, que había sido reformado recientemente, fue destruido durante un bombardeo, seguido el 11 de marzo por un ataque a un hospital psiquiátrico. El 15 de septiembre de 2022, después de que las fuerzas ucranianas retomaran Izium, se descubrieron varias fosas comunes con más de 440 cuerpos enterrados en un bosque al noreste de la ciudad. entre los muertos, algunos habían muerto como resultado de bombardeos y ataques aéreos. Las investigaciones forenses y el interrogatorio de testigos estaban en curso desde el 16 de septiembre de 2022.

## Bombardeo de Járkov
Durante y después de la Batalla de Járkov, extensas zonas residenciales fueron destruidas por los bombardeos rusos.
Según un informe de HRW publicado el 4 de marzo, el 28 de febrero, alrededor de las 10:00 a. m., las fuerzas rusas dispararon bombas de racimo con cohetes BM-21 en al menos tres áreas residenciales diferentes en Járkov, matando al menos a nueve civiles. e hiriendo a otros 37. El alcalde de la ciudad, Ihor Terekhov, dijo que cuatro personas murieron cuando salían de un refugio para conseguir agua y una familia de padres y tres hijos fue quemada viva en su automóvil. Los lugares afectados fueron edificios residenciales y un parque infantil, dispersos entre los distritos Industrialnyi y Shevchenkivskyi. Las explosiones en la ciudad se registraron hasta las 2:23 p. m.
El 1 de marzo, un proyectil dañó un internado para niños ciegos. Hasta el 4 de marzo, 122 civiles, incluidos cinco niños, habían muerto en la región de Járkov, según la policía de la región. De una población inicial de 1,8 millones, solo 500.000 personas permanecían en Járkov el 7 de marzo. El 18 de marzo, el número de civiles muertos en Járkov superó los 450, como consecuencia del uso de bombas de racimo y armas explosivas en zonas densamente pobladas de la ciudad. El 24 de marzo, un ataque con bombas de racimo mató a ocho personas y quince resultaron heridas mientras hacían cola para recibir ayuda humanitaria junto con cientos de civiles cerca de la estación de metro Akademika Pavlova. El 24 de marzo de 2022, un ataque con misiles rusos alcanzó el estacionamiento de un centro comercial cerca de la estación de metro Akademika Pavlova. En ese momento, cientos de personas esperaban afuera de una oficina de correos en el centro comercial para obtener ayuda humanitaria. Seis personas murieron y al menos 15 más resultaron heridas. Otros dos bombardeos en racimo dañaron la cercana Iglesia de la Santísima Trinidad, donde los voluntarios estaban preparando ayuda humanitaria.

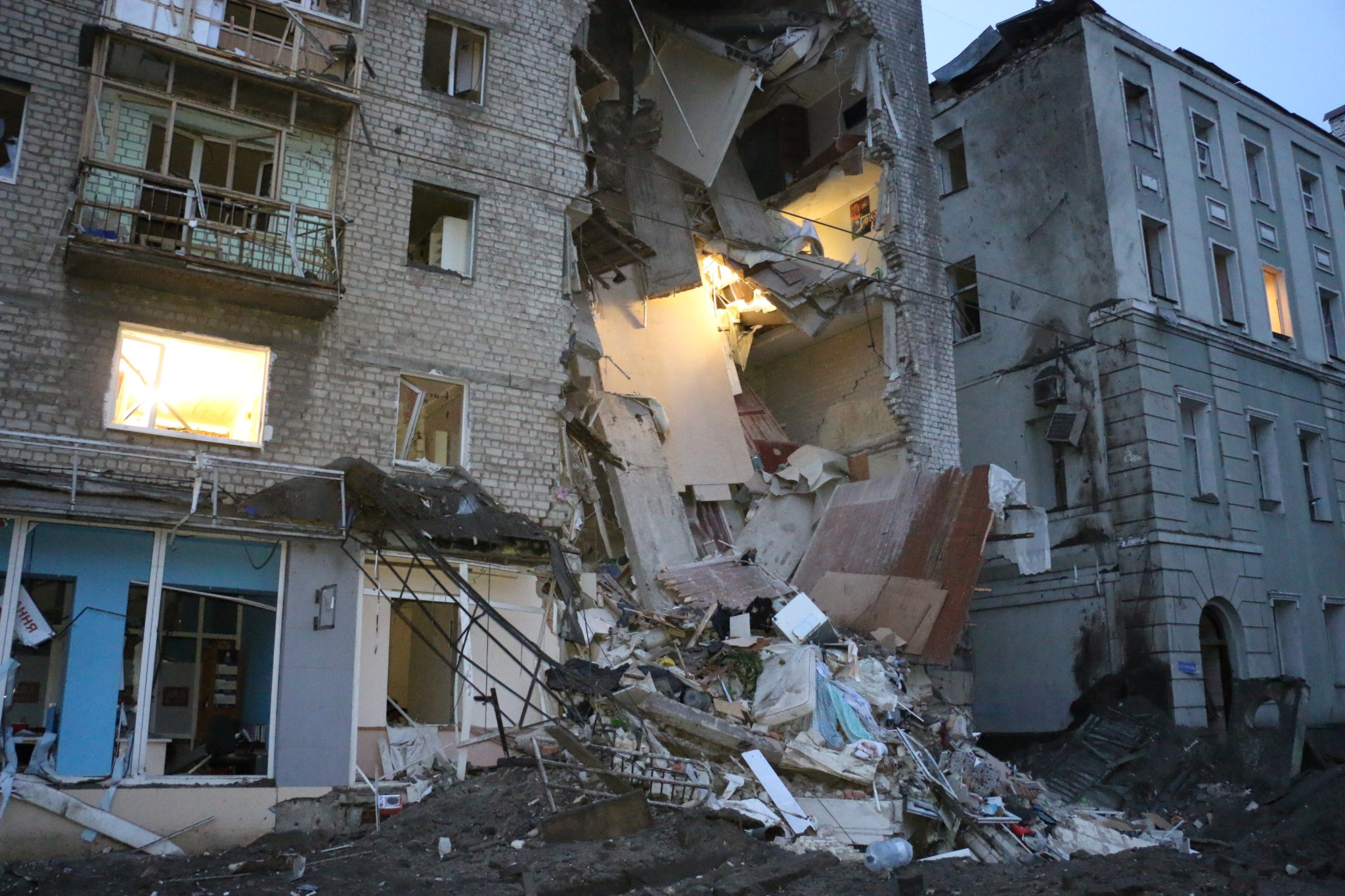
Edificio residencial en el centro de Járkov destruido por un ataque con misiles rusos

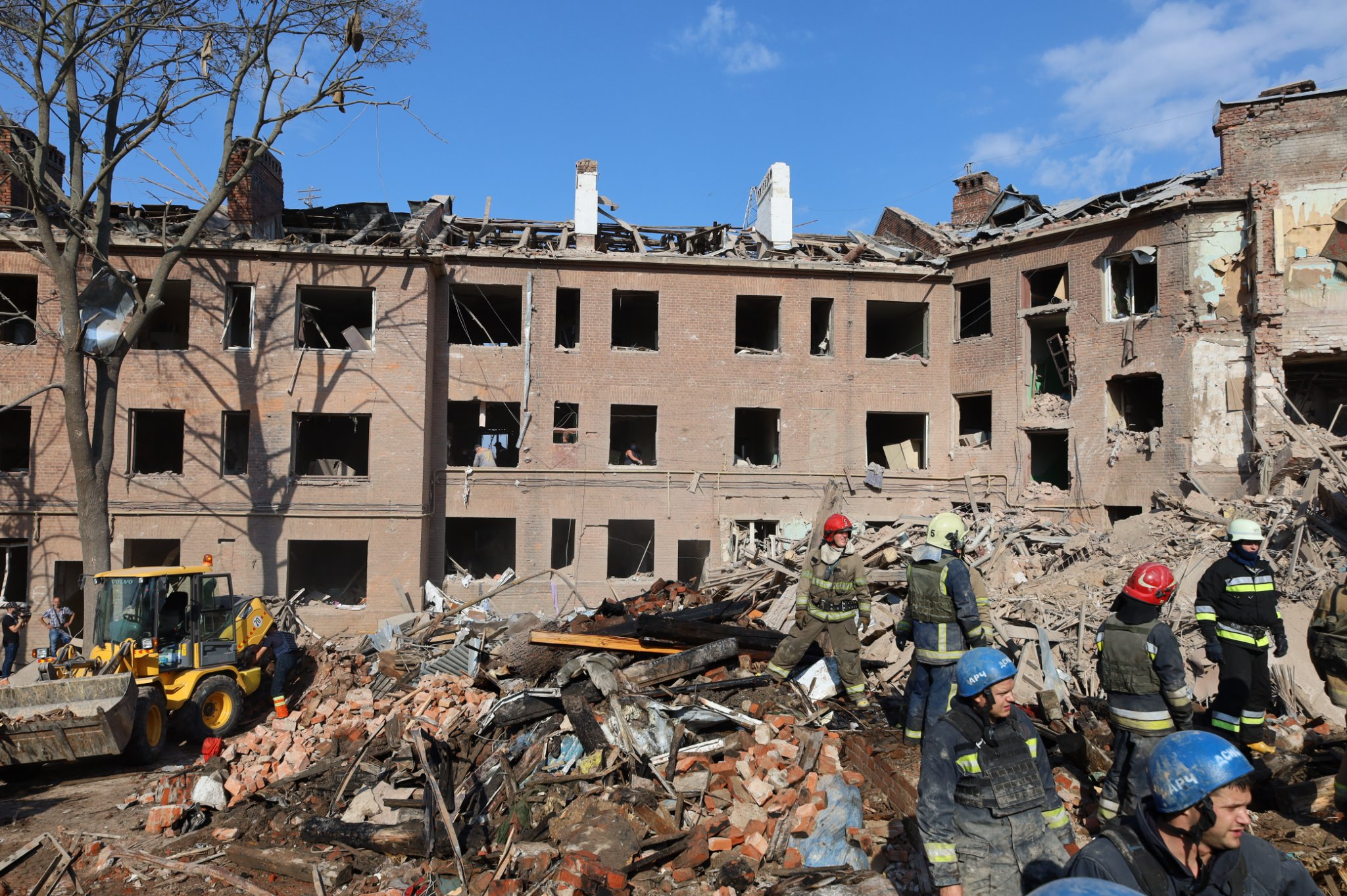
Consecuencias del ataque con misiles en los dormitorios de Járkov, 17 de agosto de 2022

El 15 de abril de 2022 en horas de la tarde, durante la batalla de Járkov, el ejército ruso disparó bombas de racimo 9N210/9N235 en el distrito Industrialnyi, golpeando una zona residencial y un parque infantil en la calle Myru. Nueve civiles murieron y 35 resultaron heridos, incluidos niños. El hospital local recibió heridos con piezas de varilla de acero y metralla en las extremidades. En general, las bombas de racimo detonaron en un área de 700 metros cuadrados.
Human Rights Watch investigó el ataque y concluyó que las fuerzas rusas utilizaron cohetes de bombas de racimo BM-30, que dispersan decenas de submuniciones o minibombas en el aire. Dado que no había objetivos militares en un radio de 400 metros de estos ataques y debido al uso indiscriminado de estas armas contra zonas densamente pobladas, HRW describió estos ataques como posibles crímenes de guerra. El 13 de mayo, CNN informó que las pruebas recién recopiladas identificaron al coronel general Alexander Zhuravlyov al mando de la Brigada N.° 79 de Artillería de Cohetes, ordenó el uso de 17 bombas de racimo, el cohete de racimo Smerch de 300 mm, que se utilizarían contra objetivos civiles en Járkov el 27 y 28 de febrero.
El 13 de junio, Amnistía Internacional publicó un informe sobre lo que denominó la "campaña implacable de bombardeos indiscriminados contra Járkov" que provocó una "destrucción total" en la ciudad desde el 24 de febrero hasta finales de abril. Los investigadores de la organización de derechos humanos encontraron fragmentos de siete ataques con bombas de racimo en diferentes barrios de Járkov y reunieron evidencia del uso de minas terrestres dispersables y cohetes Grad. Amnistía Internacional documentó un total de 28 ataques indiscriminados en zonas pobladas de Járkov que, según afirma, pueden constituir crímenes de guerra y que causaron cientos de víctimas civiles y muchos más heridos.
El 11 de julio de 2022, una ola de bombardeos rusos mató a seis personas e hirió a 31 en la ciudad ucraniana de Járkov. El alcalde Ihor Terekhov dijo que las áreas bombardeadas eran áreas residenciales "sin importancia militar", incluidas varias casas civiles, tiendas, una tienda de reparación de neumáticos y una escuela. Reuters confirmó que al menos una estructura residencial había sido atacada. Las autoridades dijeron que seis civiles habían muerto, incluido un adolescente de 17 años y su padre. Oleh Synyehubov dijo que los rusos habían usado " artillería, lanzacohetes múltiples y ataques con tanques" en Járkov.
El 17 de agosto de 2022, a las 4:30 a. m., varios cohetes disparados desde Bélgorod impactaron en los distritos de Slobidskyi y Saltivskyi de Járkov. En el distrito de Slobidskyi, un edificio de cuatro pisos de un depósito de tranvías fue atacado junto con un taller de reparación adyacente y un edificio vecino no residencial. El segundo ataque con misiles se llevó a cabo a las 21:30 y destruyó un edificio de tres pisos en el distrito de Saltivskyi, donde vivían personas con discapacidad auditiva, El ataque con misiles provocó un incendio y el edificio quedó completamente destruido, En el distrito de Slobidskyi, dos personas murieron inicialmente, y los cuerpos de seis personas fueron excavados posteriormente de debajo de las ruinas, 18 también resultaron heridos, incluidos dos niños. Diez unidades de equipos de bomberos y salvamento trabajaron en el lugar del bombardeo junto con cuarenta rescatistas del Servicio Estatal de Emergencias. En el distrito de Saltivskyi, al menos 19 personas murieron y 22 resultaron heridas, incluido un niño de 11 años, en total, 27 (incluido 1 niño) murieron y 44 (incluidos 3 niños) resultaron heridos. El 19 de agosto se declaró luto en Járkov.
El Ministerio de Defensa ruso confirmó el ataque con misiles en Járkov en su informe, según su versión, "un arma terrestre de alta precisión golpeó una base temporal para mercenarios extranjeros" y como resultado, "más de 90 militantes fueron destruidos". El presidente de Ucrania, Volodymyr Zelensky, dijo: "Cuando escuchas sobre Járkov Saltivka, vuelves a sentir dolor. Dolor para toda Ucrania. Dolor por Járkov", escribió. "Ataque con cohetes... En el albergue... El edificio está completamente destruido". El Presidente calificó la matanza de vecinos como "un vil y cínico golpe a la población civil, que no tiene justificación y demuestra la impotencia del agresor". Según el jefe de la administración militar de la región de Járkov, Oleh Synyehubov : “Los rusos atacaron brutal y deliberadamente a los civiles. Y ahora en sus llamados "medios" están difundiendo otra falsificación sobre "instalaciones militares". No hay instalaciones militares. Instalaciones exclusivamente civiles, incluidos pensionistas y niños. ¡Esto es terrorismo real, del que solo los demonios son capaces!.

## Bombardeo de Jersón
La ciudad sureña de Jersón fue liberada de la ocupación rusa en noviembre de 2022. Las tropas rusas continuaron bombardeando la ciudad desde el otro lado del río Dniéper. El 3 de mayo de 2023, la artillería rusa golpeó un supermercado, una estación de tren y edificios residenciales de Jersón, matando a 23 personas e hiriendo a 46. Entre los muertos se encontraban tres ingenieros que reparaban los daños infligidos a la red eléctrica en ataques rusos anteriores.

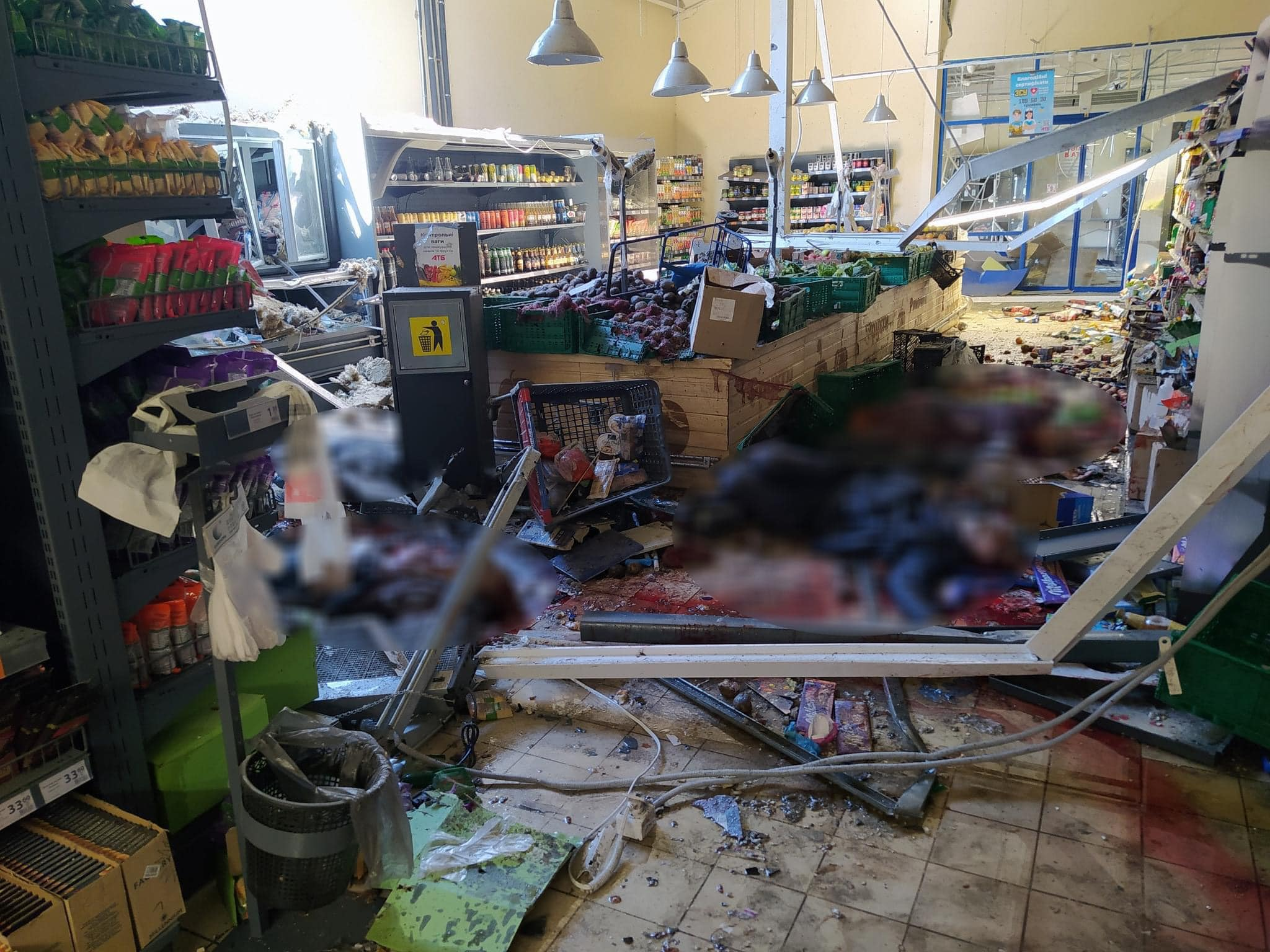
Los asesinados en la tienda "ATB"

## Ataque al centro comercial Kremenchuk

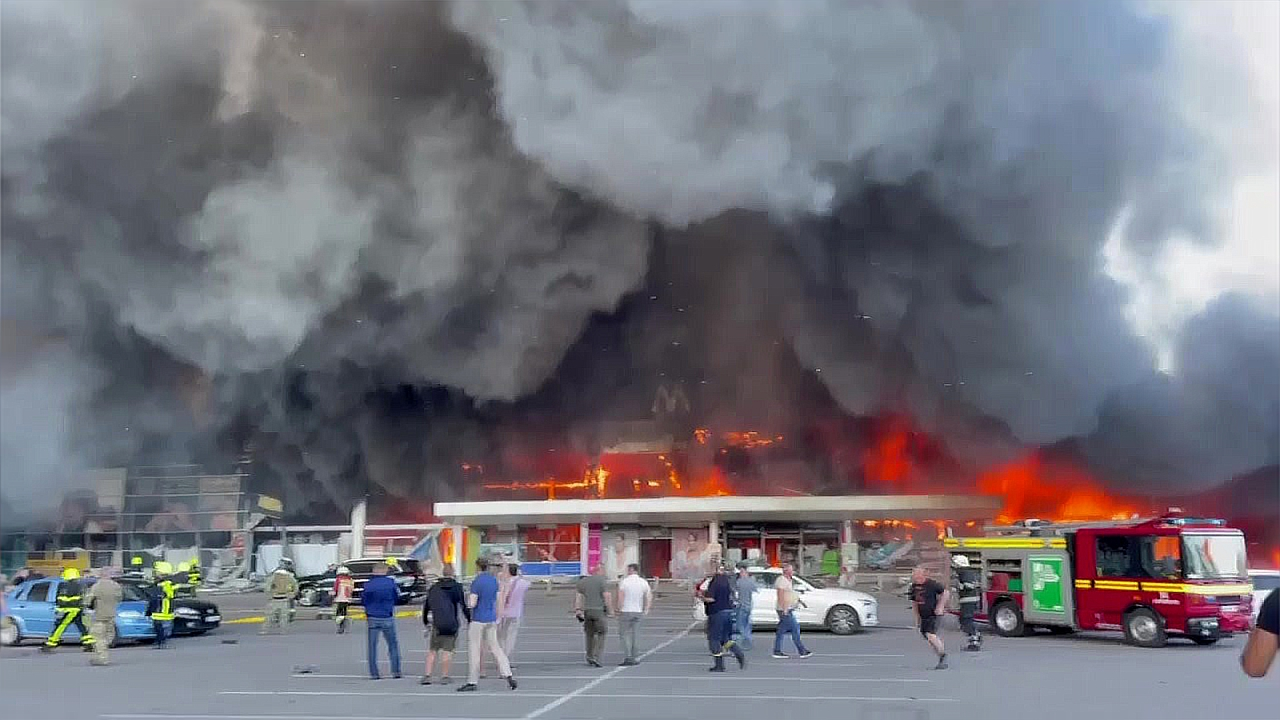
Centro comercial en Kremenchuk después del bombardeo del 27 de junio de 2022

El 27 de junio de 2022, las Fuerzas Armadas rusas dispararon dos misiles antibuque Kh-22 contra el centro de Kremenchuk, Óblast de Poltava, y golpearon el centro comercial Amstor. Se produjo un incendio y, según Dmytro Lunin, gobernador del óblast de Poltava, el ataque mató al menos a 20 personas e hirió al menos a 56. Inicialmente también se informó de la desaparición de 36 personas. Según las Fuerzas Armadas de Ucrania, el ataque fue realizado por bombarderos estratégicos rusos Tu-22M3 que despegaron de la base aérea Shaykovka en el Óblast Kaluga. Los misiles fueron lanzados sobre el territorio del Óblast de Kursk. El ministro del Interior de Ucrania, Denys Monastyrsky, dijo que el misil golpeó el otro extremo del centro comercial. El área del incendio resultante fue de más de 10.000 metros cuadrados y hasta 115 bomberos y 20 equipos de combate de incendios intervinieron en su extinción.
El día del ataque, la televisión rusa no lo informó hasta que el Ministerio de Defensa ruso confirmó que había ocurrido. Los canales prorrusos de Telegram difundieron múltiples teorías contradictorias sobre el ataque con misiles, incluida la afirmación de que el misil estaba dirigido a una fábrica de automóviles cerca del centro comercial, que el centro comercial estaba siendo utilizado como almacén de equipos militares o como base de las Fuerzas Territoriales de Defensa, y que el ataque con misiles era una provocación ucraniana que implica el uso de "cuerpos enlatados". El día después del ataque, las autoridades rusas y los medios controlados por el estado emitieron una serie de declaraciones contradictorias sobre el ataque, incluidas afirmaciones de que el ataque era "falso" y que el ejército ucraniano había bombardeado el centro comercial. El portavoz del Ministerio de Defensa ruso, Igor Konashenkov, dijo: "La detonación de las municiones para el armamento occidental almacenada provocó un incendio en un centro comercial que no funcionaba al lado de la fábrica". Varias organizaciones han desacreditado las afirmaciones de que el centro comercial "no funcionaba". Según el presidente ucraniano Volodímir Zelenski, había más de 1000 personas dentro del centro comercial cuando ocurrió el impacto, El colectivo de periodismo en línea sin fines de lucro Bellingcat usó recibos de compras recientes en el centro comercial para demostrar que el centro comercial había estado abierto antes del ataque. la BBC también publicó entrevistas con personas que estaban trabajando o comprando en el centro comercial en ese momento. Según los informes de expertos militares independientes e investigadores de Molfar, una comunidad global de inteligencia de código abierto, la fábrica y el centro comercial estaban demasiado separados entre sí para provocar incendios o explosiones.
Los líderes de las naciones del G7, el secretario de Estado de EE. UU., Antony Blinken el primer ministro británico, Boris Johnson, el presidente ucraniano Volodímir Zelenski, el ministro de Relaciones Exteriores de Ucrania, Dmitró Kuleba y el alcalde Vitalii Maletskyi describieron el ataque como "crímenes de guerra", "crímenes contra la humanidad" y "ataques indiscriminados", además de afirmar que el ataque fue intencional y que "no había objetivos militares cercanos"

## Región de Kiev

### Bombardeo de la columna de refugiados de Irpin

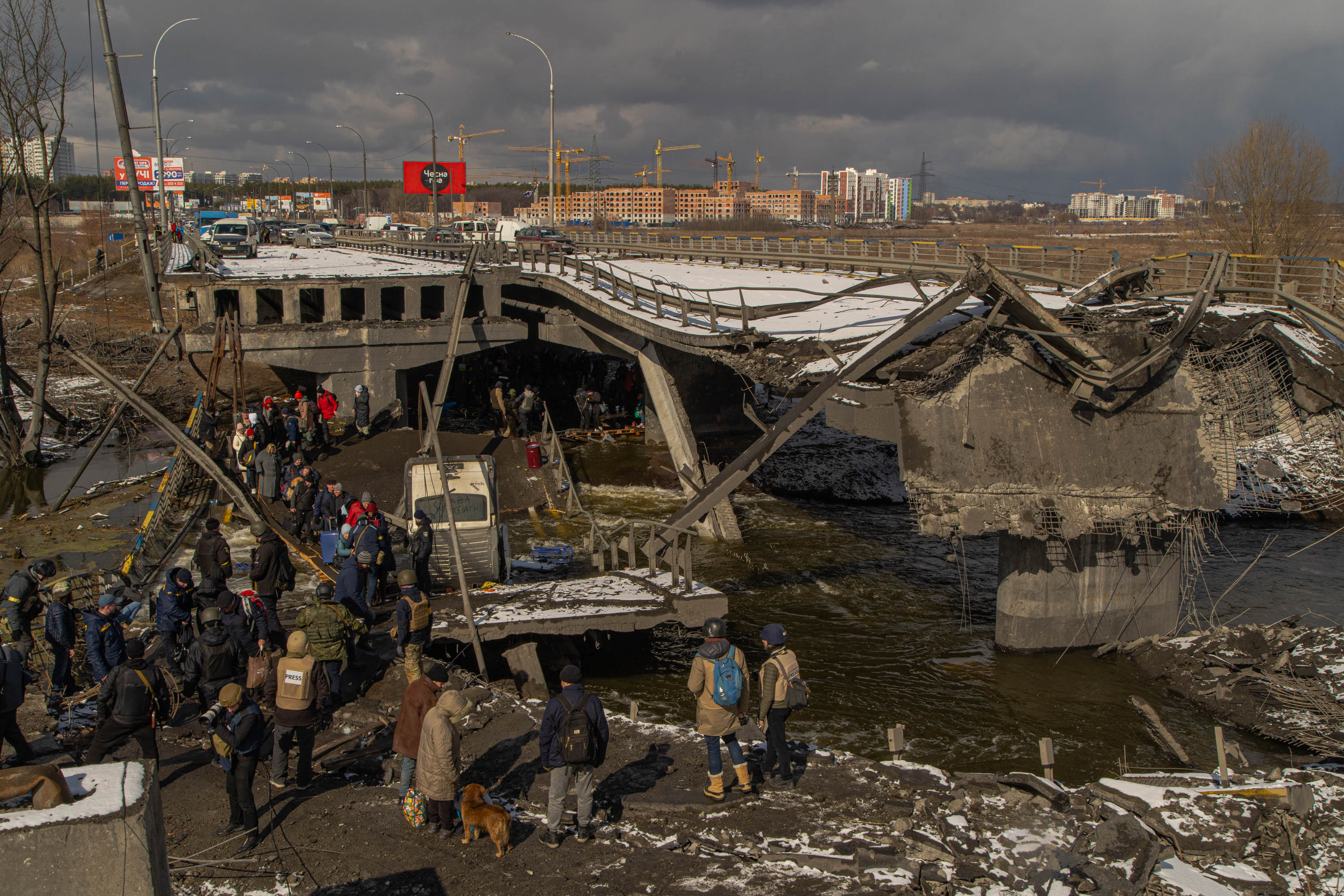
Civiles que huyen por el puente del río Irpin, marzo de 2022

El 6 de marzo de 2022, a partir de las 9:30 a. m, hasta las 2 p. m. hora local, las Fuerzas Armadas rusas bombardearon repetidamente una intersección en Irpin que cientos de civiles usaban para escapar a Kiev, mientras que una posición de artillería ucraniana se encontraba cerca. Mataron al menos a ocho civiles ucranianos (incluidos 2 niños). Human Rights Watch alegó que el ejército ruso llevó a cabo un "ataque ilegal, indiscriminado y desproporcionado". El incidente fue parte de un asalto a Irpin.
Ese día, había cientos de civiles en el cruce de la carretera P30, cerca de la iglesia ortodoxa ucraniana de St. George, justo al sur de un puente que el ejército ucraniano había destruido para impedir la invasión rusa. Los civiles huían del avance del ejército ruso desde Irpin hacia Kiev. En la intersección cerca del puente había una docena de soldados ucranianos, algunos ayudando a los civiles a llevar su equipaje y niños. La artillería ucraniana estaba disparando proyectiles de mortero desde una posición de unos 180 metros (196,9 yd) de distancia. No se habían alcanzado acuerdos entre las partes sobre un alto el fuego temporal o corredor humanitario. Periodistas de The New York Times eindependientes en el lugar informaron que durante varias horas el ejército ruso bombardeó la intersección por la que huían los civiles. Los rusos dispararon proyectiles explosivos en el área, que golpearon la intersección o el área circundante cada 10 minutos, Entre las víctimas había un grupo de cuatro, incluidos dos niños, que murieron por un ataque de mortero.
Según Human Rights Watch, es posible que los proyectiles fueran "observados" por los rusos, quienes entonces sabrían dónde estaban aterrizando y podrían haber ajustado fácilmente el objetivo lejos de la intersección. En su lugar, lanzaron bombardeos prolongados contra la intersección utilizada por civiles, lo que indica "potencial imprudencia o deliberación" por su parte. La naturaleza repetida de los ataques sugiere que las fuerzas rusas "violaron sus obligaciones en virtud del derecho internacional humanitario de no realizar ataques indiscriminados o desproporcionados que dañen a los civiles, y no tomaron todas las medidas posibles para evitar víctimas civiles". La organización de derechos humanos también afirmó que las fuerzas ucranianas "tienen la obligación de tomar todas las precauciones posibles para evitar o minimizar el daño a la población civil", como abstenerse de participar en combates en áreas pobladas.

### Ataques con misiles en Kiev

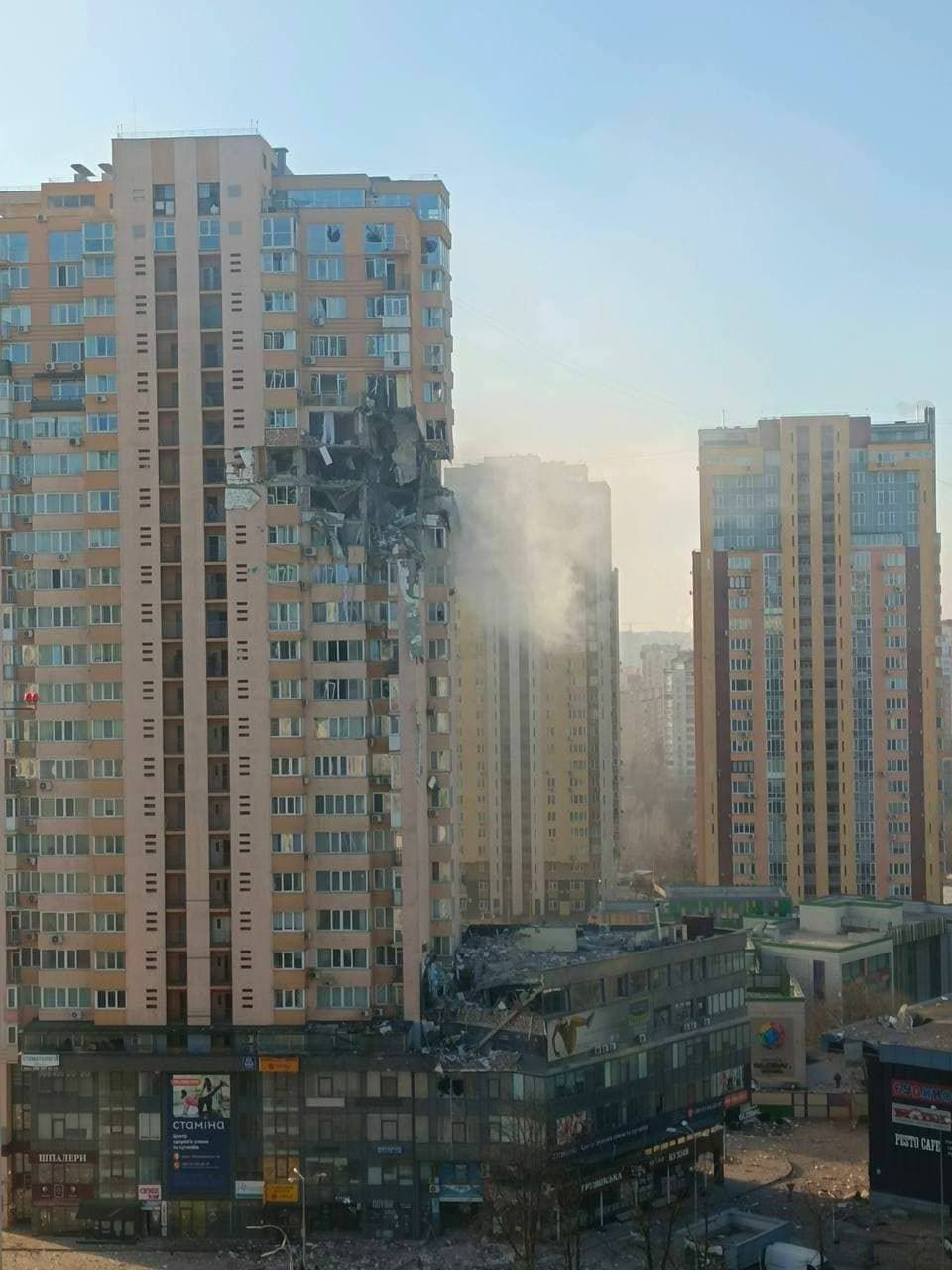
Edificio residencial en Kiev tras ser alcanzado por un misil, 26 de febrero de 2022

La capital de Ucrania, Kiev, una ciudad de unos tres millones de habitantes, fue uno de los primeros objetivos de los ataques aéreos rusos. También se bombardearon jardines de infancia y orfanatos.

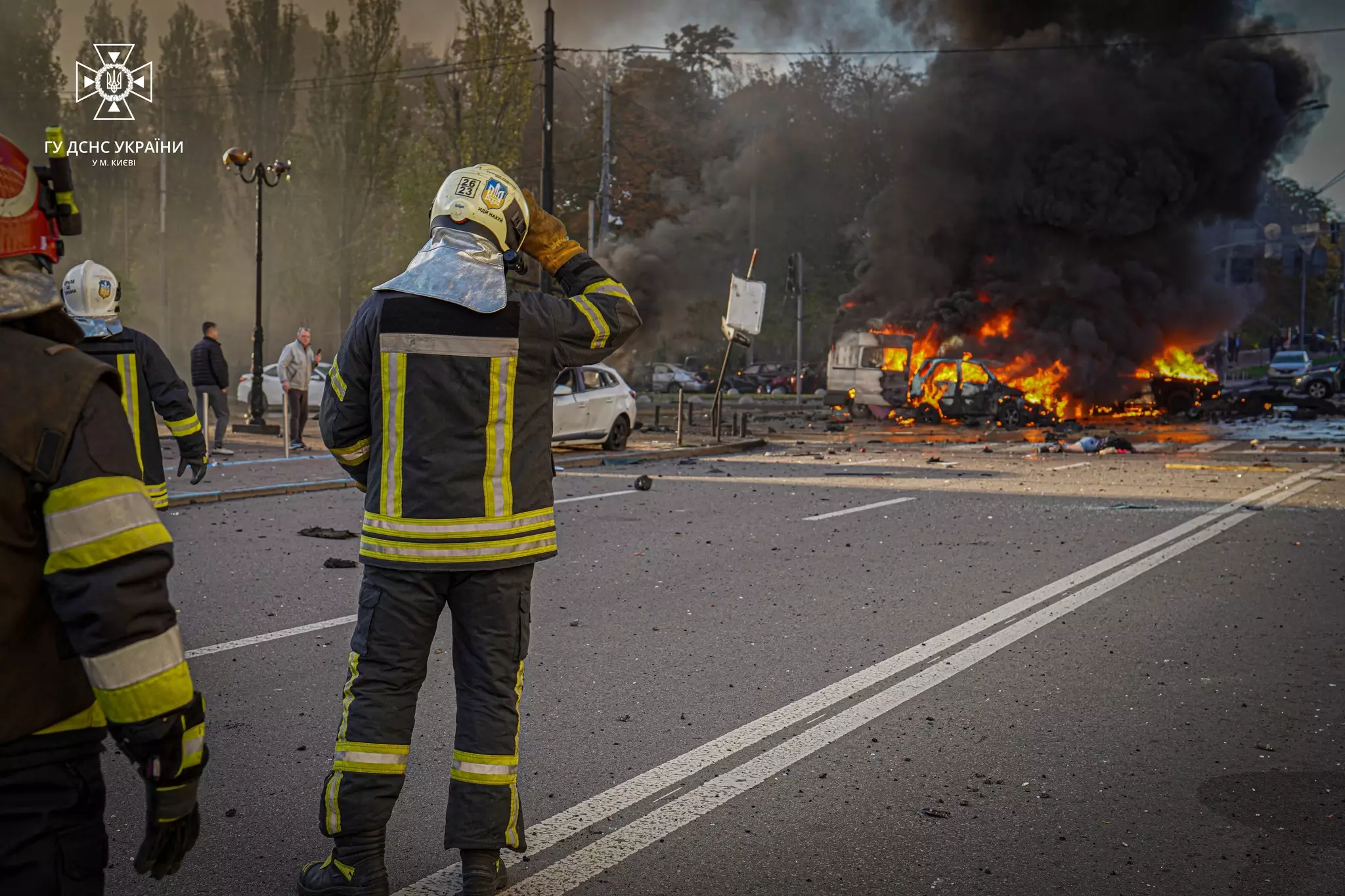
Civil muerto en Kiev durante el ataque con misiles del 10 de octubre

El 10 de octubre de 2022, a las 8:00 a. m. hora local, se produjeron varias explosiones en los distritos Shevchenkivskyi y Solomianskyi de la ciudad. Así lo informó el alcalde de la capital, Vitali Klitschko. Según Anton Herashchenko, asesor del jefe del Ministerio del Interior, uno de los cohetes cayó cerca del monumento a Mykhailo Hrushevsky en la calle Volodymyrskaya. Un misil golpeó el puente de cristal de Kiev a las 8:18 hora local. La onda expansiva dañó el edificio y el techo de la estación central Kiev-Passenger. Las Fuerzas Armadas rusas dañaron edificios culturales y educativos de Ucrania, incluida la Universidad Nacional Taras Shevchenko de Kiev, el Museo Khanenko y el Museo Nacional Taras Shevchenko.
Según Rostyslav Smirnov, asesor del Ministro del Interior de Ucrania, al menos ocho personas murieron y 24 resultaron heridas como consecuencia de varios golpes en diferentes lugares de Kiev. Las áreas alcanzadas por misiles incluyeron un parque infantil cercano. Se produjo un incendio en seis automóviles y más de 15 automóviles resultaron dañados. La línea roja del metro de Kiev y los trenes subterráneos del nodo de intercambio Teatralna dejaron de funcionar y los túneles subterráneos se convirtieron en refugios para los ciudadanos.

### Bombardeo de Borodianka

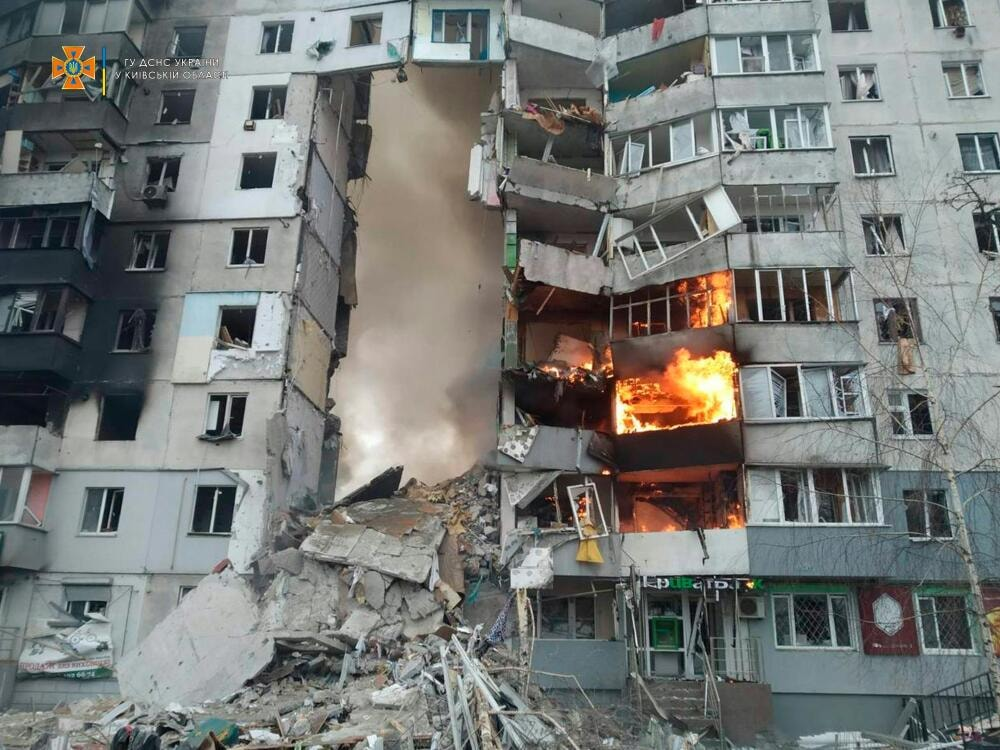
Edificios residenciales destruidos en Borodianka, marzo de 2022

Mientras las fuerzas rusas luchaban en y cerca de Kiev, Borodianka, que se encuentra en una carretera de importancia estratégica, fue blanco de numerosos ataques aéreos rusos. La mayoría de los edificios del pueblo fueron destruidos, incluyendo casi toda su calle principal. Las bombas rusas golpearon los centros de los edificios y los derrumbaron mientras los marcos permanecían en pie. Según los informes, muchos civiles también murieron a causa de las bombas de racimo durante los ataques. Oleksiy Reznikov, ministro de defensa, dijo que muchos residentes quedaron enterrados vivos por los ataques aéreos y agonizaron durante una semana. Algunos residentes se escondieron en cuevas durante 38 días.
Solo unos pocos cientos de residentes permanecieron en Borodianka cuando los rusos se retiraron, aproximadamente el 90% de los residentes habían huido, y un número desconocido murió entre los escombros. El alcalde de Borodianka estimó al menos 200 muertos. La agencia France-Presse llegó a Borodianka el 5 de abril. La AFP no vio ningún cuerpo, pero informó de una destrucción generalizada y que algunas casas "simplemente ya no existían". El número de muertos humanos seguía sin estar claro: un residente informó que sabía de al menos cinco civiles muertos, pero que otros estaban debajo de los escombros y que nadie había intentado sacarlos todavía. Según Europa 1, diez días después de la partida del ejército ruso, los bomberos seguían trabajando para recuperar cuerpos de entre los escombros para enterrarlos dignamente. Su trabajo se complicó por el riesgo de que otros edificios se derrumbaran. Más cuerpos fueron descubiertos diariamente. Las morgues locales estaban desbordadas y los cadáveres tenían que ser transportados 100 kilómetros o más.

### Masacre de Bucha
Las investigaciones forenses ucranianas sobre la masacre de Bucha revelaron que decenas de civiles habían muerto con dardos metálicos ("fléchettes") del tipo que utiliza el ejército ruso. Los cuerpos de la región de Bucha-Irpin mostraban lesiones de pequeños objetos parecidos a clavos contenidos en tanques o proyectiles de armas de campaña. Según testigos, la artillería rusa disparó proyectiles que esparcieron fléchetes unos días antes de retirarse de la zona a finales de marzo. Si bien las fléchettes no están prohibidas por el derecho internacional, su uso en áreas residenciales puede calificarse como crimen de guerra por ataque indiscriminado. El portavoz de las Fuerzas Terrestres de Ucrania declaró que el ejército de Ucrania no usa proyectiles con fléchettes.
Según Oleg Tkalenko, fiscal jefe adjunto de la región de Kiev, los expertos forenses encontraron fragmentos de bombas de racimo en cuerpos en fosas comunes en Bucha después de la retirada de las tropas rusas, el número exacto de civiles muertos específicamente debido al uso de bombas de racimo en se desconocía, pero al menos 8 de aproximadamente 500 de los encontrados murieron por su uso, The Guardian confirmó más tarde el uso de bombas de racimo RBK-500 con submuniciones PTAB y misiles en racimo disparados por el BM-30 Smerch en Bucha. El alcalde de la ciudad, Anatoly Fedoruk, afirmó que "Bucha se convirtió en un safari checheno, donde se utilizaron minas terrestres contra civiles", también se encontraron fragmentos de bombas de racimo en la cercana ciudad de Hostómel, muchos de ellos en cadáveres de animales.

## Región de Lugansk

### Bombardeo en la escuela de Bilohorivka

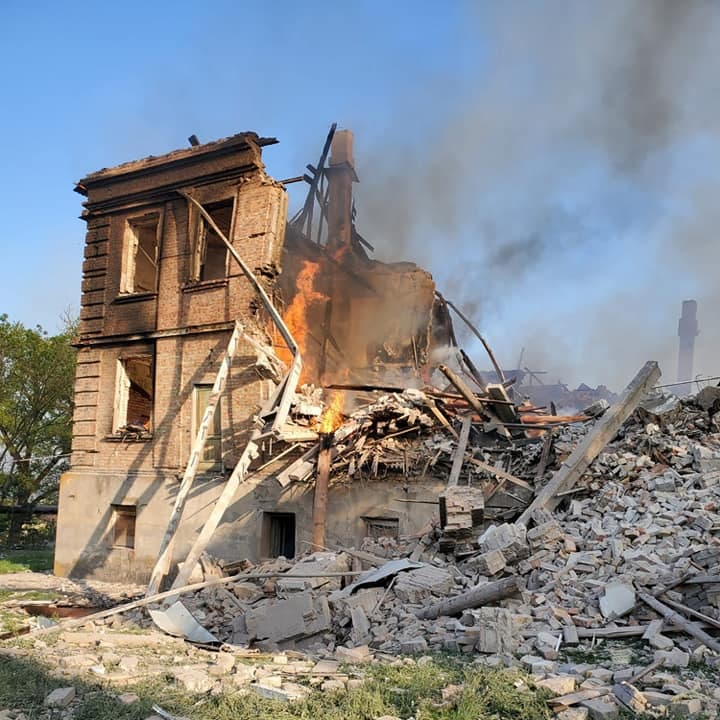
Consecuencias del bombardeo de la escuela de Bilohorivka

El 7 de mayo de 2022, las fuerzas rusas bombardearon una escuela en Bilohorivka donde unas noventa personas buscaban refugio de los combates en curso durante la Batalla de Severodonetsk. El edificio se incendió y atrapó a un gran número de personas en su interior. Al menos 30 personas fueron rescatadas. Se confirmó que dos personas habían muerto, pero el gobernador del Óblast de Lugansk, Serhiy Haidai, dijo que se creía que las 60 personas restantes habían muerto.
El ataque fue condenado por el Ministerio de Relaciones Exteriores de Ucrania y el secretario general de la ONU, Antonio Guterres, quien dijo estar "consternado" por el ataque, y también recordó que "los civiles y la infraestructura civil siempre deben estar a salvo en tiempos de guerra". Liz Truss, la canciller británica, dijo que estaba "horrorizada" y describió el ataque como un crimen de guerra.

### Ataque a la residencia de Stara Krasnianka
El 7 de marzo de 2022, las fuerzas armadas ucranianas ocuparon una residencia de ancianos en el pueblo de Stara Krasnianka, cerca de Kreminna, región de Lugansk, y establecieron allí una posición de tiro sin evacuar primero a los residentes. El 9 de marzo, las fuerzas ucranianas con base en la residencia de ancianos entablaron un primer intercambio de disparos con grupos armados afiliados a Rusia sin que se produjeran bajas entre los residentes civiles. El 11 de marzo de 2022, las fuerzas separatistas prorrusas atacaron la residencia con armas pesadas mientras 71 pacientes con discapacidad y 15 miembros del personal aún estaban dentro. Se produjo un incendio y aproximadamente cincuenta personas murieron. Un grupo de residentes huyó de la casa y corrió hacia el bosque, hasta que se encontraron a cinco kilómetros de distancia con grupos armados afiliados a Rusia, quienes les brindaron asistencia.
Funcionarios de Ucrania acusaron a las fuerzas rusas de atacar deliberadamente un centro médico y deportar a la fuerza a los sobrevivientes. El 29 de junio, un informe de la OACNUDH describió el incidente como "emblemático" de su preocupación por el posible uso de escudos humanos para prevenir operaciones militares.

## Bombardeo de Mykolaiv
Las bombas de racimo también se utilizaron repetidamente en Mykolaiv durante ataques separados los días 7, 11 y 13 de marzo de 2022, lo que provocó bajas civiles y una gran destrucción de objetos no militares.  En el ataque del 13 de marzo, nueve civiles, incluidos dos niños, resultaron muertos y 13 heridos mientras hacían cola en la calle frente a un cajero automático. Las explosiones también dañaron casas y edificios civiles. Human Rights Watch analizó el incidente y descubrió que las fuerzas rusas utilizaron bombas de racimo Smerch y Uragan en áreas densamente pobladas.  Debido a la naturaleza intrínsecamente indiscriminada de las bombas de racimo, Human Rights Watch describió su uso en Mykolaiv como un posible crimen de guerra ruso.
El 28 de junio de 2022, los bombardeos rusos dañaron el Estadio Tsentralnyi. Al día siguiente, un cohete ruso golpeó un edificio residencial de 5 pisos, matando al menos a 8 personas e hiriendo a 6. El 15 de julio, las dos universidades más grandes de la ciudad fueron alcanzadas por misiles: la Universidad Nacional de Construcción Naval Almirante Makarov y la Universidad Nacional de Mykolaiv. El 29 de julio, las fuerzas rusas bombardearon una parada de autobús. 5 murieron y 7 resultaron heridos.

## Región de Odesa

### Bombardeo de Odesa
El 3 de marzo de 2022, los pueblos cercanos de Zatoka y Bilenke fueron bombardeados, matando al menos a un civil en Bilenke. El 23 de abril, un ataque con misiles rusos alcanzó dos edificios residenciales. matando a ocho civiles e hiriendo a 18 o 20, según Ucrania. Un misil que golpeó un edificio residencial mató a un bebé de tres meses, a la madre y a la abuela materna del bebé. El 9 de mayo, Rusia disparó tres misiles Kinzhal al Óblast de Odesa. En ese momento, el presidente del Consejo Europeo, Charles Michel, y el primer ministro de Ucrania, Denys Shmyhal, estaban en Odesa y tuvieron que esconderse en un refugio antibombas. En la noche del mismo día, las tropas rusas dispararon cohetes contra tres almacenes en Odesa y un centro comercial en el pueblo de Fontanka, cerca de la ciudad. Una persona murió y dos resultaron heridas en los almacenes, tres personas también resultaron heridas en el centro comercial.

### Ataque con misiles Sergivka

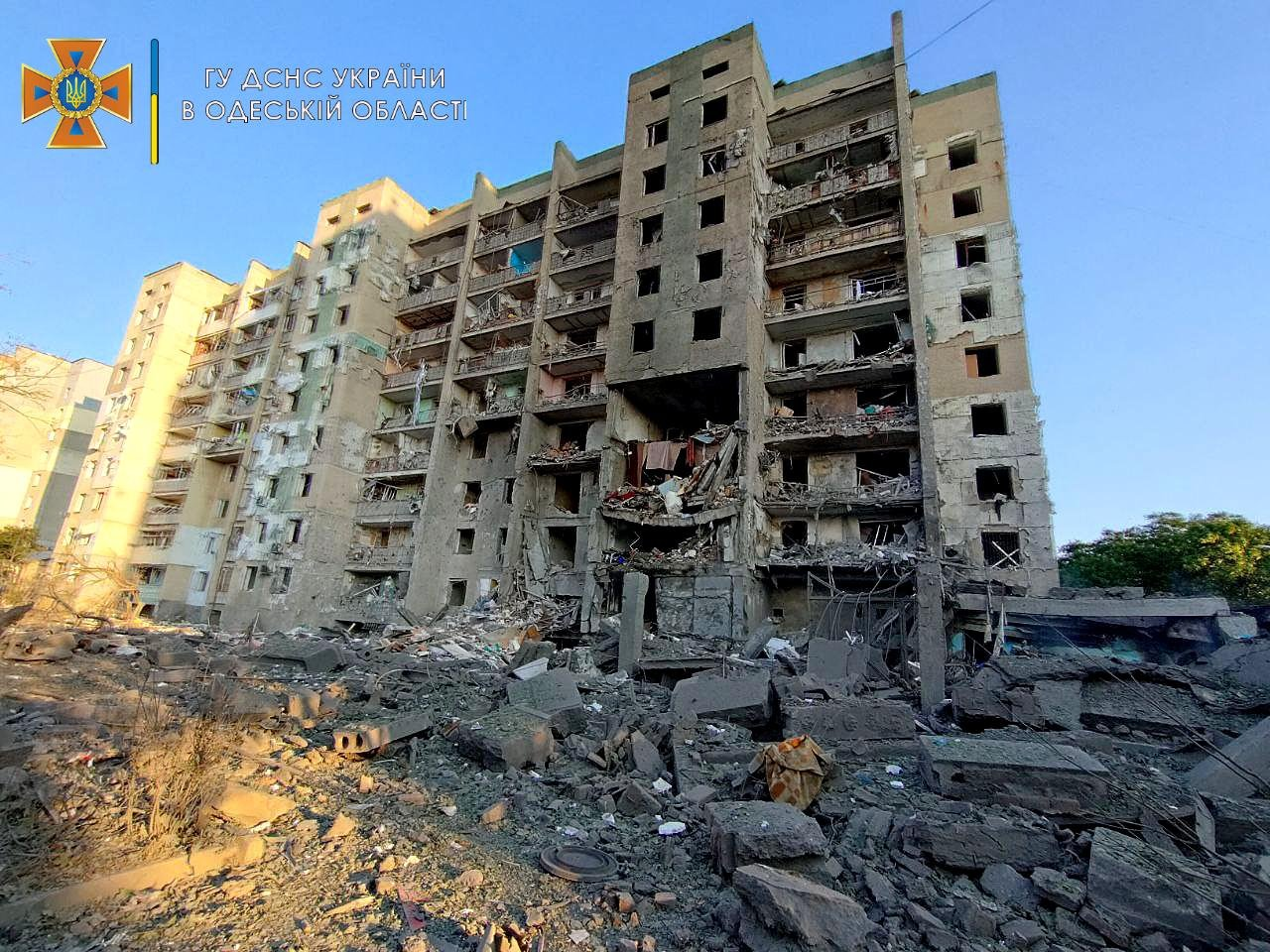
Consecuencias del ataque con misiles Serhiivka, julio de 2022

Según información preliminar, en la mañana del 1 de julio de 2022 a la hora 01:00 tres bombarderos estratégicos Tu-22M3 de la Fuerza Aérea Rusa volaron desde el Óblast de Volgogrado a Crimea y después de 1200 kilómetros (745,6 mi) dispararon tres Raduga Kh-22, misiles antibuque supersónicos diseñados para su uso contra portaaviones, contra un edificio de apartamentos de 9 pisos y un centro recreativo en el asentamiento de Sergivka, Raión de Bilhorod-Dnistrovski, Óblast de Odesa. Un misil golpeó un apartamento y una sección del edificio quedó completamente destruida. El fuego también se propagó desde el edificio de apartamentos hasta una tienda adjunta. al menos 16 civiles ucranianos murieron en el edificio residencial. Dos misiles alcanzaron el centro recreativo, matando al menos a 5 (incluido un niño de 12 años). 38 más también resultaron heridos, incluidos 6 niños.
El 2 de julio fue declarado día de luto en la región. El presidente ucraniano Zelenski acusó a Rusia de haber cometido "un acto de terror ruso consciente y deliberadamente dirigido, y no algún tipo de error". Señaló que, al igual que en el reciente ataque al centro comercial Kremenchuk, el ejército ruso "utilizó armas innecesariamente poderosas para atacar un objeto civil".
Un portavoz de la presidencia rusa, Dmitry Peskov, negó que Rusia estuviera atacando bienes civiles en Ucrania y dijo que los edificios atacados se usaron con fines militares. Amnistía Internacional visitó los lugares y estudió las imágenes de satélite, y no encontró pruebas de que los militares utilizaran los edificios atacados. Un representante oficial de Alemania, Steffen Hebestreit, describió el ataque con misiles como un crimen de guerra "inhumano y cínico".

## Ataques con misiles en Rivne
El 14 de marzo de 2022, las tropas rusas llevaron a cabo dos ataques aéreos contra la torre de televisión Rivnenska, como resultado de los cuales 21 personas murieron y 9 resultaron heridas. Los cohetes alcanzaron la torre de televisión y los edificios administrativos cercanos. El 25 de junio, se llevó a cabo un ataque con cohetes contra la infraestructura civil en la ciudad de Sarny, al menos cuatro personas murieron y otras siete resultaron heridas. En la mañana del 22 de octubre de 2022, las tropas rusas lanzaron un ataque con misiles contra la infraestructura energética, como resultado del ataque, las subestaciones eléctricas resultaron dañadas. No hubo víctimas.

## Región de Sumy

### Bombardeo de la escuela de Okhtyrka
El 27 de febrero de 2022, Amnistía Internacional declaró que había analizado pruebas que mostraban que las municiones en racimo rusas lanzadas por un cohete Uragan BM-27 de 220 mm habían alcanzado un preescolar en Okhtyrka donde se refugiaban civiles el 25 de febrero, matando a tres personas, incluido un niño.. La película del UAV mostró cuatro impactos en el techo del preescolar, tres en el suelo junto a la escuela, dos civiles heridos o muertos y charcos de sangre. Amnistía Internacional analizó 65 fotos y videos del evento y entrevistó a residentes locales. Bellingcat dijo que se encontraron restos del cohete 9M27K a 200 metros al este del jardín de infantes. Las fuerzas rusas estaban ubicadas al oeste de Okhtyrka. Amnistía describió el tipo de cohete como "no guiado y notoriamente inexacto", y describió el ataque como un posible crimen de guerra que debería investigarse.

### Ataques aéreos en Sumy
En la tarde y durante toda la noche del 7 de marzo de 2022, las fuerzas rusas ejecutaron un ataque aéreo en el barrio residencial de Sumy. Unas 22 personas murieron, incluidos tres niños. Bajo la dirección procesal de la Fiscalía del Distrito de Sumy, se han incoado procesos penales por violar las leyes y costumbres de la guerra.

## Impacto en bloque de apartamentos de Uman

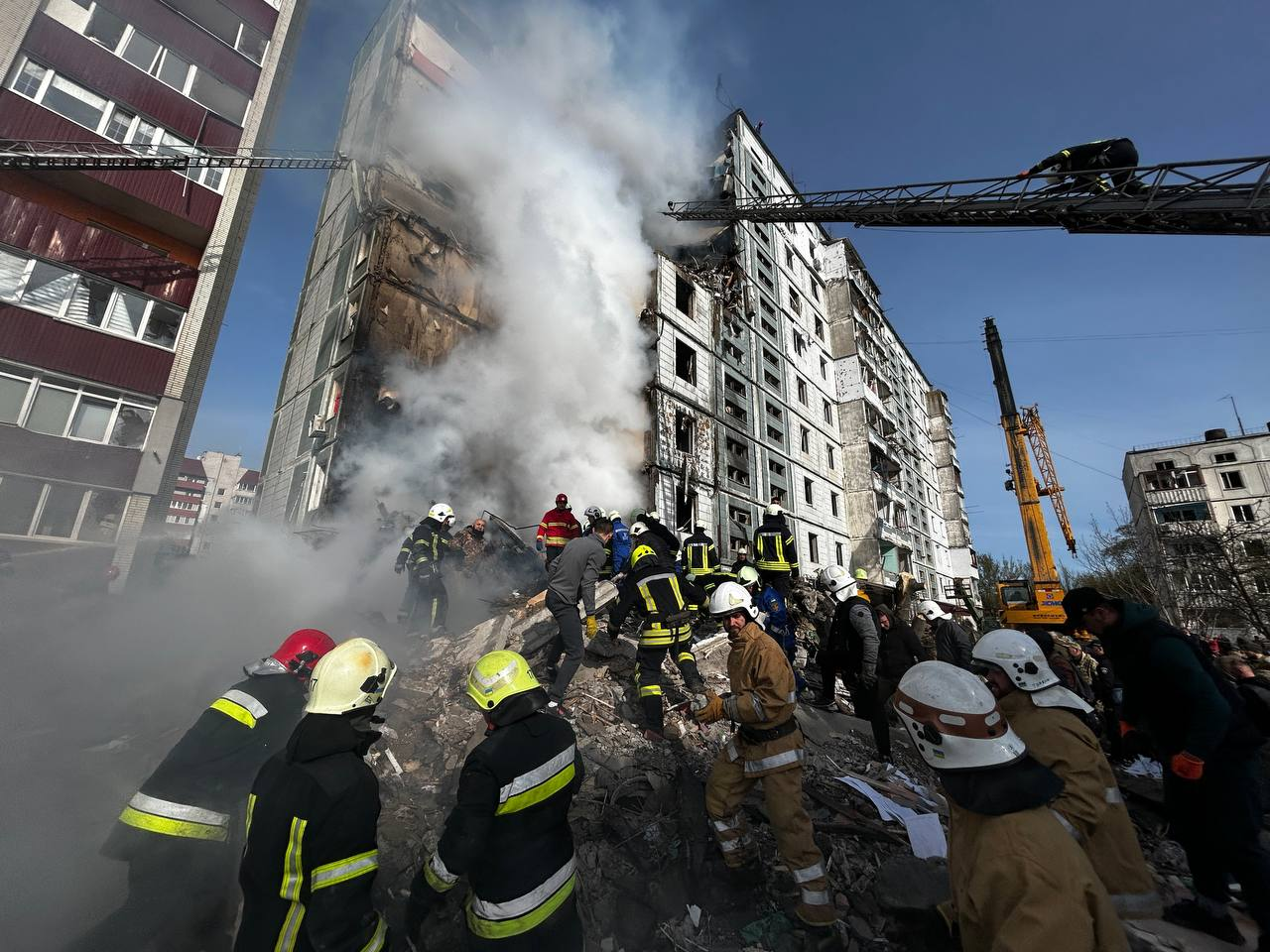
Consecuencias del impacto en el bloque de apartamentos de Uman

El 28 de abril de 2023, las fuerzas rusas lanzaron 23 misiles de crucero y dos drones suicidas contra objetivos en toda Ucrania. Dos misiles alcanzaron un bloque de apartamentos en Uman y mataron a 23 personas, incluidos cuatro niños. Otros nueve edificios residenciales resultaron dañados en la ciudad. Poco después, el Ministerio de Defensa ruso publicó una foto del lanzamiento de un misil en su canal de Telegram con el título "Justo en el objetivo". El mensaje indignó a los ucranianos, que lo vieron como un regodeo por las bajas. El Ministerio de Defensa ruso dijo que había atacado unidades de reserva del ejército ucraniano con los misiles. El operador de la red eléctrica Ukrenergo dijo que el bombardeo de misiles no dañó la infraestructura energética del país.

## Ataque con misiles Vínnitsa

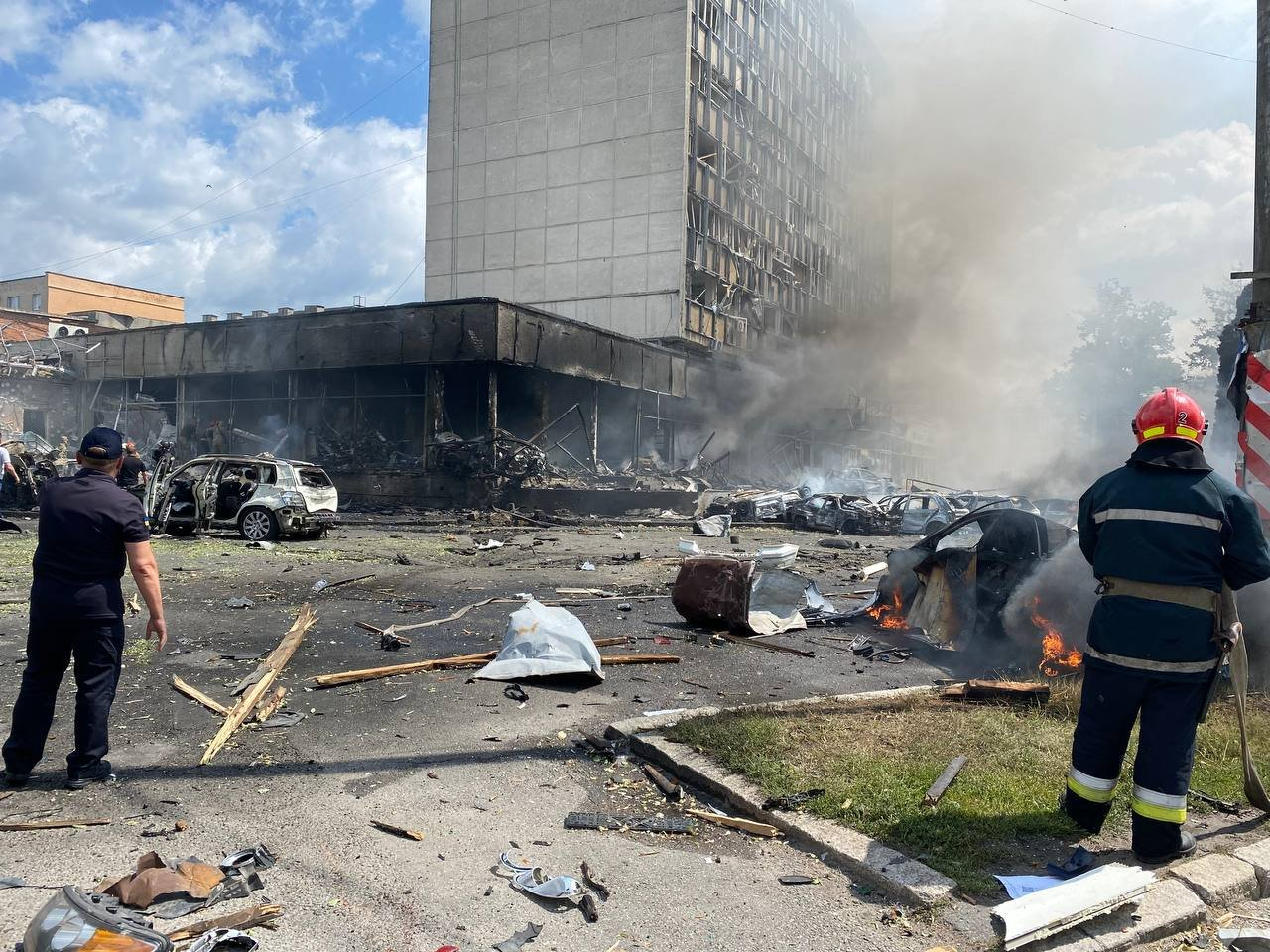
Consecuencias del ataque con misiles Vínnitsa, 14 de julio de 2022

Aproximadamente a las 10:10 a. m. del 14 de julio de 2022, sonó una alarma de ataque aéreo en la ciudad. Aproximadamente a las 10:42 vecinos del lugar reportaron tres explosiones en la ciudad. Antes de eso, los residentes locales notaron un misil que volaba sobre la ciudad de Bershad y Vínnitsa. Según las autoridades ucranianas, las fuerzas navales rusas dispararon cinco misiles de crucero Kalibr desde un submarino en el Mar Negro. Ucrania afirma que dos de los misiles fueron derribados. Según los informes, uno de los misiles golpeó la Casa de los oficiales, una sala de conciertos de la era soviética. Pero, según funcionarios ucranianos, dos misiles también alcanzaron edificios civiles, incluido un centro médico, oficinas, tiendas y edificios residenciales en el centro de la ciudad. Los ataques mataron al menos a 28 personas (incluidos tres niños) e hirieron al menos a otras 202.
Los funcionarios locales señalaron que los misiles Kalibr son de alta precisión, lo que indica que los rusos apuntaron a civiles a propósito. El ataque ha sido calificado como un crimen de guerra por funcionarios de varios países. Volodímir Zelenski, escribió en su canal de Telegram: "Vinnytsia. Ataques con misiles en el centro de la ciudad. Hay heridos y muertos, entre ellos un niño pequeño. Todos los días, Rusia destruye a la población civil, mata a niños ucranianos, lanza cohetes contra bienes civiles. Donde no hay nada militar. ¿Qué es esto sino un ataque terrorista abierto? Inhumano. País de asesinos. Un país de terroristas". El ataque también fue calificado como un crimen de guerra por el ministro del Interior de Ucrania, Denís Monastirski.
El Ministerio de Defensa de Rusia reconoció oficialmente el ataque a Vínnitsa al día siguiente, diciendo que atacaron la casa de la guarnición de oficiales, donde supuestamente "... se estaba llevando a cabo una reunión del comando de la Fuerza Aérea de Ucrania con representantes de proveedores de armas extranjeros". Según ellos, la mayoría de los participantes de la reunión murieron. Entre los muertos supuestamente había tres oficiales de la Fuerza Aérea de Ucrania. El ataque con misiles ocurrió durante una conferencia en La Haya sobre cómo responsabilizar a Rusia por crímenes de guerra. El embajador de Moldavia en Ucrania, Valeriu Chiveri, condenó el ataque a Vínnitsa, refiriéndose a los ataques contra objetivos civiles en ciudades ucranianas alejadas del frente como crímenes contra la humanidad. También mencionó la decisión de la Unión Europea de otorgar el estatus de candidatos tanto a Moldavia como a Ucrania y habló sobre la necesidad de que ambos países trabajen juntos.

## Bombardeo de Zhitómir

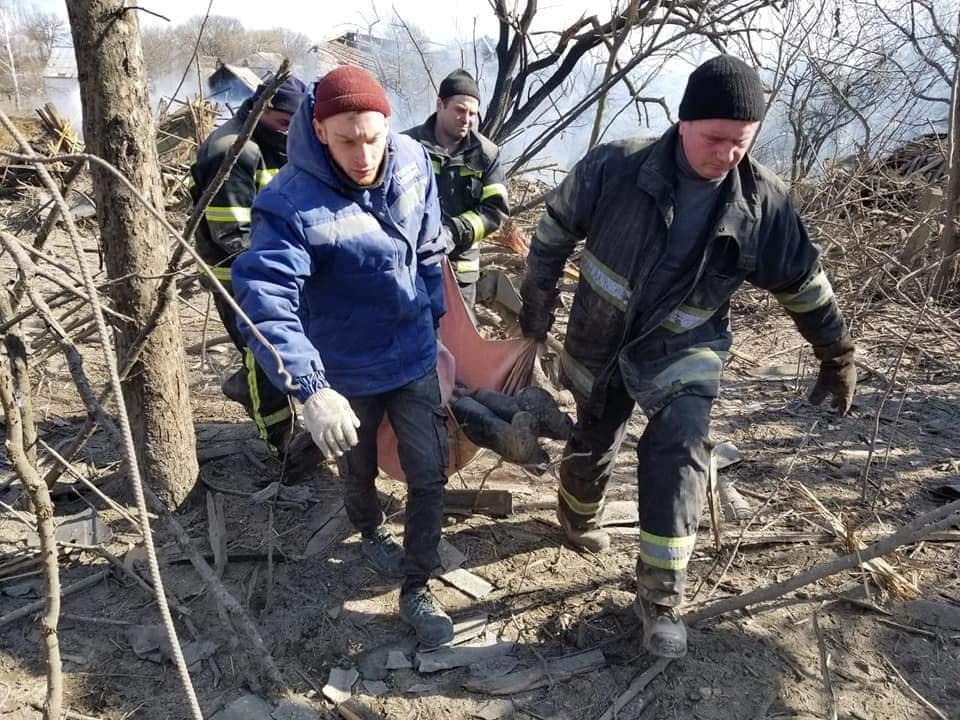
Los servicios de emergencia llevan un cadáver encontrado bajo los escombros en la ciudad de Malyn, óblast de Zhitómir, después de un ataque aéreo ruso el 8 de marzo de 2022.

El 1 de marzo de 2022, a última hora de la tarde, las tropas rusas atacaron un sector residencial de la ciudad. Alrededor de 10 edificios residenciales en la calle Shujévych y alrededor del hospital de la ciudad resultaron dañados. Algunas bombas fueron arrojadas sobre la ciudad. Como resultado, al menos dos civiles ucranianos murieron y tres resultaron heridos. El 2 de marzo, los proyectiles alcanzaron el centro perinatal regional y algunas casas particulares. El 4 de marzo, los cohetes alcanzaron la 25.ª escuela de Zhitómir y destruyeron la mitad de la misma. El 8 de marzo, en un asalto aéreo, se impactó un dormitorio. El 9 de marzo, las afueras de la ciudad (distrito de Ozerne) fueron atacadas.

## Bombardeo de Zaporiyia
Un civil murió y otros dos resultaron heridos cuando se dispararon cinco proyectiles rusos contra Zaporiyia a las 19.15 horas del 12 de agosto de 2022. Otras infraestructuras de la ciudad en el distrito de Shevchenkivskyi también resultaron dañadas en el bombardeo.
Durante la noche del 19 de septiembre, Zaporiyia fue alcanzada por ocho cohetes rusos en sus zonas industriales y residenciales, que fue seguido de otro ataque con cohetes por la mañana, golpeando el centro regional cerca del río Dnieper. Dos días después, la ciudad fue alcanzada nuevamente por dos cohetes rusos durante la noche, seguidos de otros cinco ataques con cohetes durante el día. El centro regional fue alcanzado dos veces más mientras que otras infraestructuras y casas residenciales resultaron dañadas, dos de los proyectiles cayeron en un campo en las afueras de la ciudad. El ataque hirió a tres civiles. Al día siguiente, 22 de septiembre, se dispararon nueve cohetes más contra la ciudad. Uno de los proyectiles alcanzó un hotel en el parque central de la ciudad, matando a un civil e hiriendo a otros cinco. Una subestación eléctrica y varios edificios residenciales de gran altura también resultaron dañados. Más tarde ese mismo día, diez cohetes más impactaron en la ciudad y dañaron alrededor de una docena de casas particulares.
A las 5.08 horas del 6 de octubre, se dispararon siete cohetes rusos hacia el centro de la ciudad. Varios edificios residenciales fueron destruidos y estallaron incendios debido al ataque, matando a 17 civiles e hiriendo a 12 más. Zaporiyia fue atacada una vez más durante la noche del 7 de octubre, pero esta vez por drones kamikaze iraníes HESA Shahed-136 utilizados por las fuerzas rusas. El ataque resultó en la muerte de 12 civiles con otros 13 heridos y 15 desaparecidos.
Alrededor de las 3 a. m. del 9 de octubre, se lanzaron 12 misiles tácticos rusos contra la infraestructura civil en Zaporiyia. La mayoría de los misiles impactaron tanto en edificios de gran altura como en casas residenciales, y un edificio de nueve pisos quedó parcialmente destruido después del ataque. Otros cinco edificios de gran altura, 20 casas residenciales y cuatro escuelas sufrieron daños junto con 20 automóviles. Un total de 13 civiles murieron en el ataque, mientras que 89 más resultaron heridos. Al día siguiente, a la 1:45 a. m., unos siete misiles antiaéreos S-300 rusos impactaron en la ciudad y causaron la muerte de ocho civiles. El 23 de noviembre, los ataques con misiles rusos destruyeron una sala de maternidad en la región ucraniana de Zaporiyia, en la ciudad de Vilniansk, matando a un bebé recién nacido.

### Ataque a convoy civil

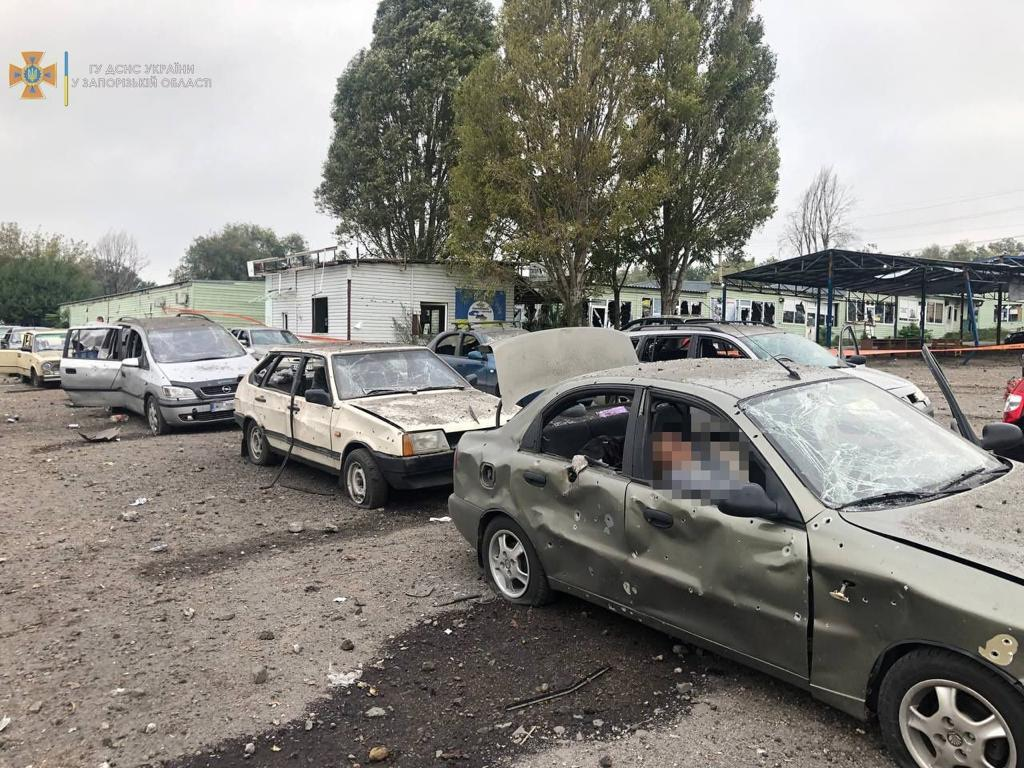
Consecuencias del ataque al convoy civil de Zaporiyia, septiembre de 2022

El 30 de septiembre de 2022, un misil ruso S-300 alcanzó un convoy civil de automóviles civiles cerca de Zaporiyia y mató a 32 personas, incluido un niño de tres meses. e hirió alrededor de 88. Las personas en automóviles se habían reunido en un centro logístico para registrarse para ingresar a los territorios ocupados por Rusia en el sur, como las ciudades de Mariúpol y Melitópol, y planeaban regresar a casa o encontrarse con familiares y llevarlos de vuelta a los territorios controlados por el gobierno. Según un portavoz de la oficina del gobernador local, el ataque contra civiles fue deliberado ya que no había ningún objetivo militar cerca del lugar. Ocurrió horas antes de que Rusia anexara formalmente cuatro regiones de Ucrania, incluido el Óblast de Zaporiyia.

### Impacto en bloque de apartamentos

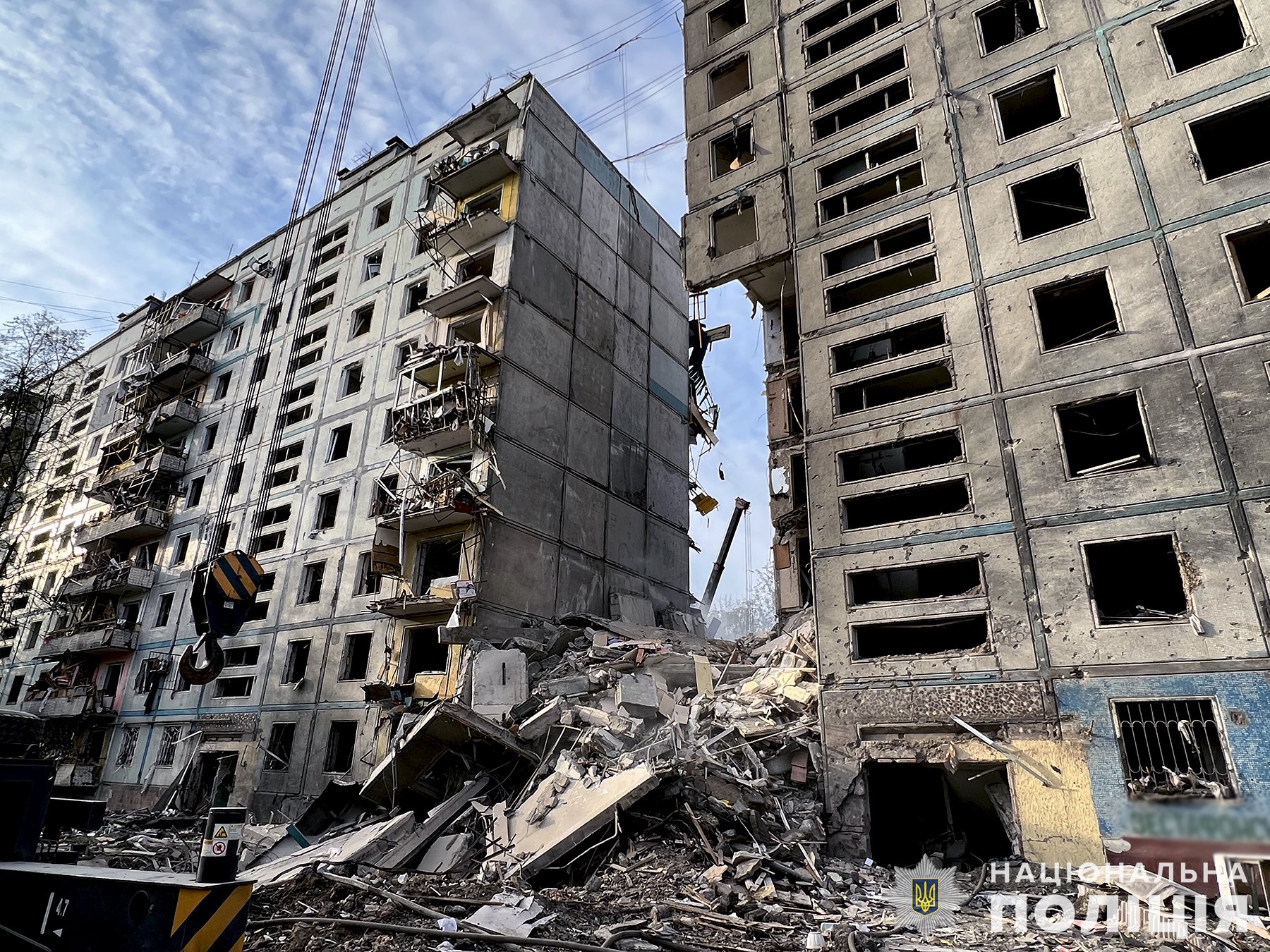
Consecuencias del impacto de misiles en un bloque de apartamentos de Zaporiyia

El 9 de octubre de 2022 a las 03:00 (UTC+3:00), se lanzaron seis misiles en un área residencial en Zaporiyia, destruyendo un edificio de apartamentos y dañando otros 70 edificios. El ataque resultó en la muerte de 13 personas, incluido un niño. Otros 89 resultaron heridos, 11 de los cuales son niños. Según los informes, los misiles se lanzaron en lugares controlados por Rusia en Zaporiyia. El ataque aéreo tuvo lugar el día después de que una explosión dañara gran parte del Puente de Crimea, del cual Vladímir Putin, acusó de haberlo llevado a cabo a Ucrania, calificándolo como un "acto de terrorismo".

### Ataques con misiles del 10 de octubre
El 10 de octubre, a la 1:45 a. m., unos siete misiles antiaéreos S-300 rusos impactaron en la ciudad y causaron la muerte de ocho civiles. Más tarde ese mismo día, un bloque de apartamentos fue destruido y un jardín de infancia resultó dañado por los bombardeos. 5 personas murieron y 8 resultaron heridas en ese bombardeo.

## Alojamiento de objetivos militares cerca de bienes de carácter civil
Tanto el ejército ruso como el ucraniano han sido acusados de violar el derecho internacional humanitario al ubicar objetivos militares dentro de áreas densamente pobladas sin trasladar a los civiles a áreas más seguras. El derecho internacional humanitario exige que todas las partes en conflicto eviten, en la medida de lo posible, "ubicar objetivos militares dentro o cerca de zonas densamente pobladas" y les obliga a "retirar a las personas y bienes civiles bajo su control de las inmediaciones de los objetivos militares ". A diferencia del uso de escudos humanos, estas tácticas de combate no implican utilizar la presencia de civiles para hacer que ciertas áreas sean inmunes a las operaciones militares.
El 29 de junio, la Oficina del Alto Comisionado de las Naciones Unidas para los Derechos Humanos expresó su preocupación por la toma de posiciones de las fuerzas armadas rusas y ucranianas cerca de bienes civiles sin tomar medidas para proteger a los civiles. La agencia de derechos humanos también había recibido informes sobre el uso de escudos humanos. El ACNUDH documentó las consecuencias de estas tácticas de lucha en el caso de una residencia de ancianos en Stara Krasnianka, donde el ejército ucraniano había establecido una posición de tiro sin evacuar primero a los residentes, y en el caso de una escuela en Yahidne, donde 360 residentes, incluidos 74 niños. fueron mantenidos cautivos por las fuerzas rusas durante casi un mes. Preocupaciones similares también fueron planteadas por un informe publicado el 20 de julio por la Organización para la Seguridad y la Cooperación en Europa y por Human Rights Watch el 21 de julio.
El 4 de agosto, Amnistía Internacional informó de que había encontrado pruebas de que las fuerzas ucranianas habían puesto repetidamente en peligro a la población civil al establecer bases y posiciones de fuego en zonas residenciales pobladas, incluidas escuelas y hospitales; algunas áreas estaban a kilómetros de distancia de las líneas del frente y, según Amnistía Internacional, el ejército ucraniano disponía de ubicaciones alternativas. Entre abril y julio, los investigadores de Amnistía Internacional encontraron pruebas de que se habían colocado objetivos militares ucranianos en zonas residenciales de 19 ciudades y pueblos de las regiones de Járkov, Donbas y Mykolaiv. La secretaria general de Amnistía Internacional, Agnès Callamard, afirmó que había "un patrón de fuerzas ucranianas que ponen en peligro a los civiles y violan las leyes de la guerra cuando operan en áreas pobladas". El informe de Amnistía provocó una gran indignación en Ucrania y Occidente y Oksana Pokalchuk, directora de Amnistía Internacional en Ucrania, renunció a su cargo y abandonó la organización en protesta por la publicación del informe. El informe de Amnistía fue criticado por expertos militares y legales como John Spencer, especialista en estudios de guerra urbana, quien afirmó que no tenía sentido aconsejar a las fuerzas ucranianas que no estuvieran en áreas urbanas, ya que las circunstancias de la guerra lo requerían. El investigador de crímenes de guerra de las Naciones Unidas, Marc Garlasco, afirmó que el informe de Amnistía se equivocó en la ley y también que Ucrania estaba haciendo esfuerzos para proteger a los civiles, incluida la ayuda para reubicarse.
A mediados de octubre de 2022, la Comisión Internacional Independiente de Investigación de la ONU sobre Ucrania publicó un informe que incluía hallazgos de que tanto las fuerzas rusas como las ucranianas habían "desplegado sus activos militares y tropas de manera que pueden poner en peligro a los civiles".